# 2018年太平洋飓风季时间轴
2018年太平洋颶風季于5月15日在西经140度线以东的东太平洋正式开始，6月1日在西经140度线至国际日期变更线之间的中太平洋开始，11月30日结束，传统上每年国际日期变更线以东绝大多数熱帶氣旋都是这段时间形成。5月10日第一E号热带低气压成型拉开飓风季序幕，11月5日热带风暴泽维尔失去热带天气系统特征，提前为飓风季划上句点。
2018年太平洋飓风季非常活跃，气旋能量指数创下1971年开始有纪录以来新高。全季共形成26个热带低气压，其中23个增强成热带风暴，13个达到飓风强度，十场达大型飓风标准。国际日期变更线到墨西哥与中美洲西海岸所有海域的热带天气活动都超出往年均值 。八月初到十月初东太平洋热带天气活动达到顶峰，形成许多持续时间的强劲飓风。许多风暴重创陆地，如袭击夏威夷的飓风莱恩，吹袭墨西哥的飓风威拉。2015年太平洋颶風季的活跃度类似，但2018年厄尔尼诺-南方振荡现象影响不大，这些经久不息的强烈风暴大多是由低气压 、海面温度上升、太平洋经向模共同影响形成。
西经106度以东的风暴采用北美中部时区，114.9至106度间采用北美山区时区，140至115度采用太平洋时区，140度至国际日期变更线采用夏威夷－阿留申時區，但为方便起见，本文统一采用协调世界时。2018年太平洋飓风季时间轴记载全季所有热带或亚热带气旋形成、增强、减弱、登陆，转变成溫帶氣旋及消散的具体信息，还包括飓风季期间没有发布的信息，如美国国家飓风中心飓风季过后重新分析并回顾各风暴时的更新，包括最大持续风速、位置、距离在内的所有数字均四舍五入成整数。

## 时间轴
| 风暴 | 风暴     | 形成     | 消散     | 最高强度   | 参考                 |
| 编号 | 名称     | 形成     | 消散     | 最高强度   | 参考                 |
| ---- | -------- | -------- | -------- | ---------- | -------------------- |
| 01−E | 一E      | 5月10日  | 5月11日  | 热带低气压 | [ 6 ]                |
| 02−E | 阿莱塔   | 6月6日   | 6月11日  | 四级飓风   | [ 7 ]                |
| 03−E | 巴德     | 6月9日   | 6月15日  | 四级飓风   | [ 8 ]                |
| 04−E | 卡洛塔   | 6月14日  | 6月18日  | 热带风暴   | [ 9 ]                |
| 05−E | 丹尼尔   | 6月24日  | 6月26日  | 热带风暴   | [ 10 ]               |
| 06−E | 艾米利亚 | 6月27日  | 7月1日   | 热带风暴   | [ 11 ]               |
| 07−E | 法比奥   | 6月30日  | 7月6日   | 二级飓风   | [ 12 ]               |
| 08−E | 吉尔玛   | 7月26日  | 7月29日  | 热带风暴   | [ 13 ]               |
| 09−E | 九E      | 7月26日  | 7月27日  | 热带低气压 | [ 14 ]               |
| 10−E | 赫克托   | 7月31日  | 8月16日  | 四级飓风   | [ 15 ]               |
| 11−E | 伊莱亚娜 | 8月4日   | 8月7日   | 热带风暴   | [ 16 ]               |
| 12−E | 约翰     | 8月5日   | 8月10日  | 二级飓风   | [ 17 ]               |
| 13−E | 克里斯蒂 | 8月6日   | 8月12日  | 热带风暴   | [ 18 ]               |
| 14−E | 莱恩     | 8月15日  | 8月28日  | 五级飓风   | [ 19 ]               |
| 15−E | 米里亚姆 | 8月26日  | 9月2日   | 二级飓风   | [ 20 ]               |
| 16−E | 诺曼     | 8月28日  | 9月8日   | 四级飓风   | [ 21 ]               |
| 17−E | 奥利维亚 | 8月28日  | 9月8日   | 四级飓风   | [ 22 ]               |
| 96C  | 扰动天气 | 9月1日   | 9月3日   | 副热带风暴 | [ 23 ] [ 24 ] [ 25 ] |
| 18−E | 保罗     | 9月8日   | 9月11日  | 热带风暴   | [ 26 ]               |
| 19−E | 十九E    | 9月19日  | 9月20日  | 热带低气压 | [ 27 ]               |
| 20−E | 罗莎     | 9月25日  | 10月2日  | 四级飓风   | [ 28 ]               |
| 21−E | 塞尔吉奥 | 9月29日  | 10月12日 | 四级飓风   | [ 29 ]               |
| 01−C | 瓦拉卡   | 9月29日  | 10月6日  | 五级飓风   | [ 30 ]               |
| 22−E | 塔拉     | 10月14日 | 10月16日 | 热带风暴   | [ 31 ]               |
| 23−E | 维森特   | 10月19日 | 10月23日 | 热带风暴   | [ 32 ]               |
| 24−E | 威拉     | 10月20日 | 10月24日 | 五级飓风   | [ 33 ]               |
| 25−E | 泽维尔   | 11月2日  | 11月5日  | 热带风暴   | [ 34 ]               |

### 五月
5月10日

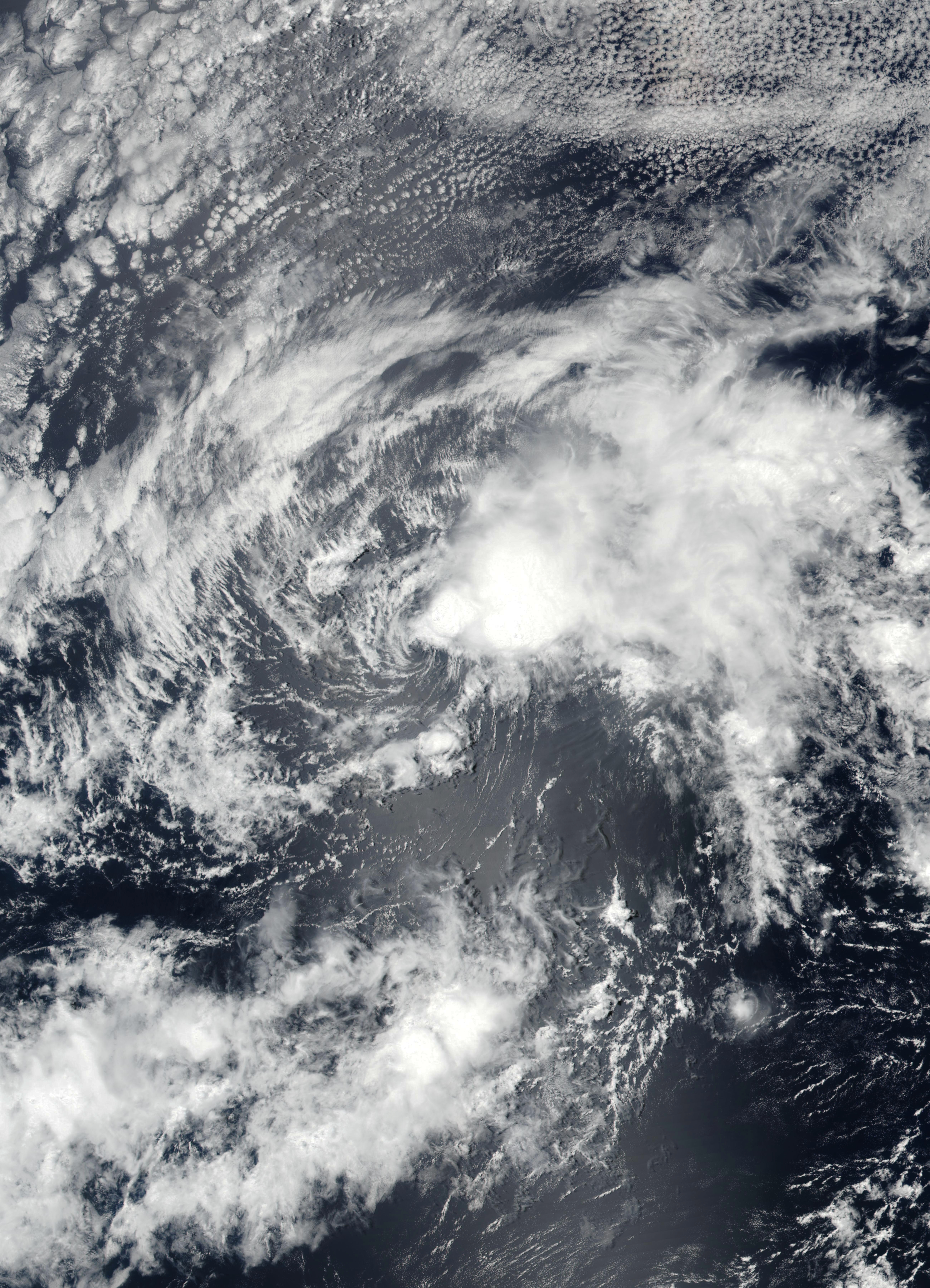
5月10日归类热带气旋数小时后的第一E号热带低气压

- 12:00，12°06′N 125°24′W / 12.1°N 125.4°W：南下加利福尼亞州圣拉萨罗角西南约1970公里海域的低气压区发展成第一E号热带低气压[6]，是有可靠纪录以来东太平洋史上自然年内形成日期第二早的热带气旋，仅次于一年前的热带风暴艾德里安[35][注 6]。
- 18:00，12°18′N 126°12′W / 12.3°N 126.2°W：第一E号热带低气压在圣拉萨罗角西南约2010公里洋面达到最大持续风速每小时55公里、最低气压1007毫巴（百帕，29.74英寸汞柱）的最高强度[6]。

5月11日
- 18:00，12°42′N 129°18′W / 12.7°N 129.3°W：第一E号热带低气压在圣拉萨罗角西南偏西约2235公里位置退化成残留低气压区[6]。

5月15日
- 2018年东太平洋飓风季正式开始[1]。

### 六月
6月1日
- 2018年中太平洋飓风季正式开始[1]。

6月6日

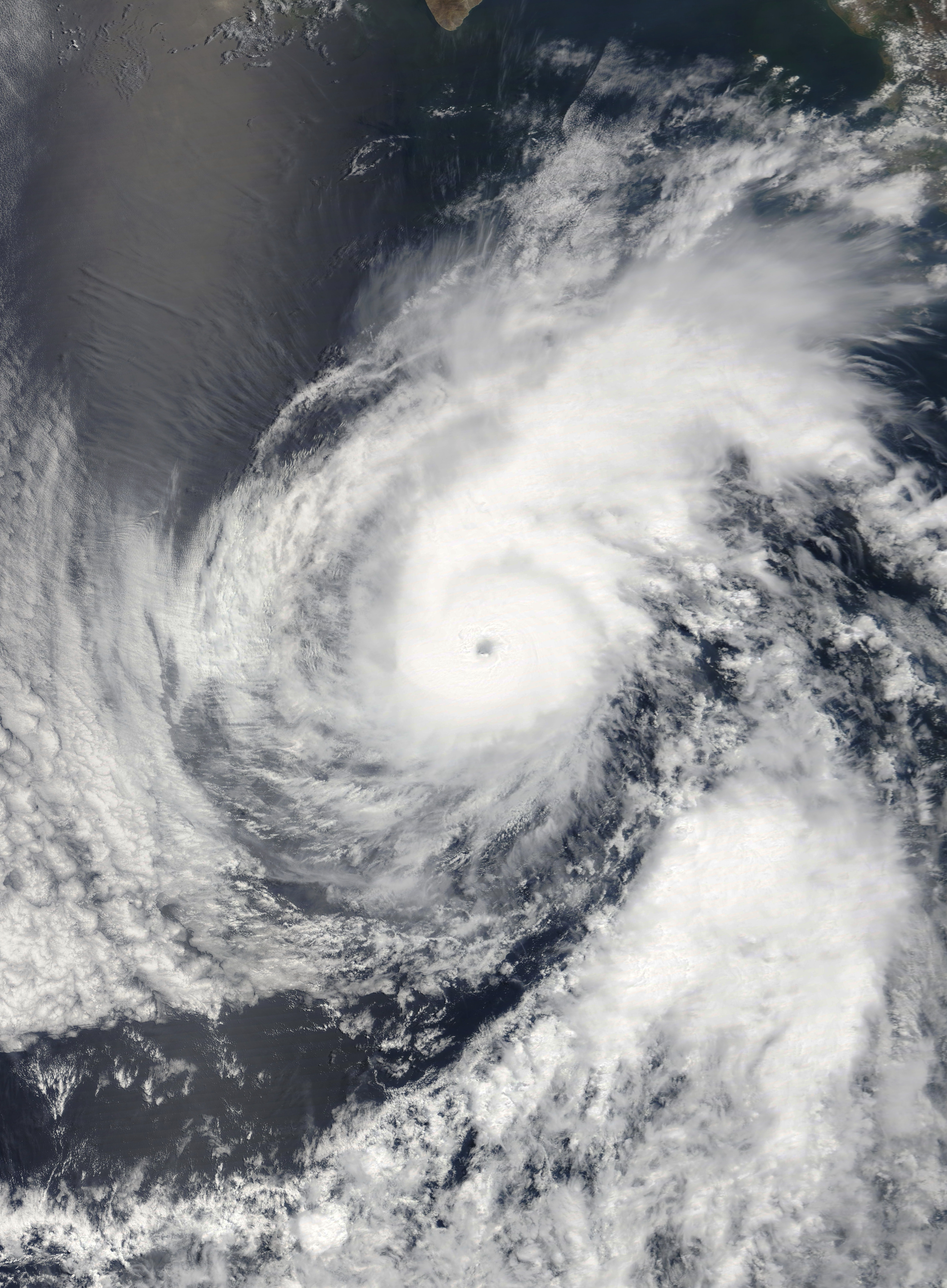
6月8日的四级飓风阿莱塔

- 00:00，14°00′N 105°24′W / 14.0°N 105.4°W：米却肯州蓬塔圣特尔莫西南偏南约525公里水域的低气压区形成第二E号热带低气压[7]。
- 06:00，14°12′N 106°06′W / 14.2°N 106.1°W：第二E号热带低气压在蓬塔圣特尔莫西南偏南约540公里处增强成热带风暴阿莱塔[7]。

6月7日
- 18:00，15°06′N 109°36′W / 15.1°N 109.6°W：热带风暴阿莱塔在哈利斯科州蓬塔佩鲁拉西南约685公里海域增强成一级飓风[7]。

6月8日
- 00:00，15°24′N 110°06′W / 15.4°N 110.1°W：飓风阿莱塔在蓬塔佩鲁拉西南约700公里洋面达到二级飓风标准[7]。
- 06:00，15°36′N 110°36′W / 15.6°N 110.6°W：飓风阿莱塔快速增强，在蓬塔佩鲁拉西南约725公里位置成为三级飓风[7]。
- 12:00，15°42′N 111°00′W / 15.7°N 111.0°W：飓风阿莱塔在蓬塔佩鲁拉西南约755公里处升至四级，同时达到风力时速220公里、最低气压943毫巴（百帕，27.8英寸汞柱）的最高强度[7]。

6月9日
- 00:00，16°00′N 112°00′W / 16.0°N 112.0°W：飓风阿莱塔在南下加利福尼亞州卡沃圣卢卡斯西南偏南约790公里水域减弱成三级飓风[7]。
- 12:00，16°12′N 113°00′W / 16.2°N 113.0°W：飓风阿莱塔在卡沃圣卢卡斯西南偏南约805公里海域消退成二级飓风[7]。
- 18:00，16°06′N 113°30′W / 16.1°N 113.5°W：飓风阿莱塔在卡沃圣卢卡斯西南偏南约835公里洋面降至一级飓风范围[7]。
- 18:00，12°06′N 100°30′W / 12.1°N 100.5°W：第三E号热带低气压在阿卡普尔科以南约530公里位置形成[8]。

6月10日
- 00:00，15°54′N 114°00′W / 15.9°N 114.0°W：飓风阿莱塔在卡沃圣卢卡斯西南偏南约875公里处降级热带风暴[7]。
- 00:00，12°42′N 101°18′W / 12.7°N 101.3°W：第三E号热带低气压在阿卡普尔科以南约490公里海域升级热带风暴并获名“巴德”[8]。
- 18:00，15°06′N 103°48′W / 15.1°N 103.8°W：热带风暴巴德在曼萨尼约以南约450公里洋面升级一级飓风[8]。

6月11日

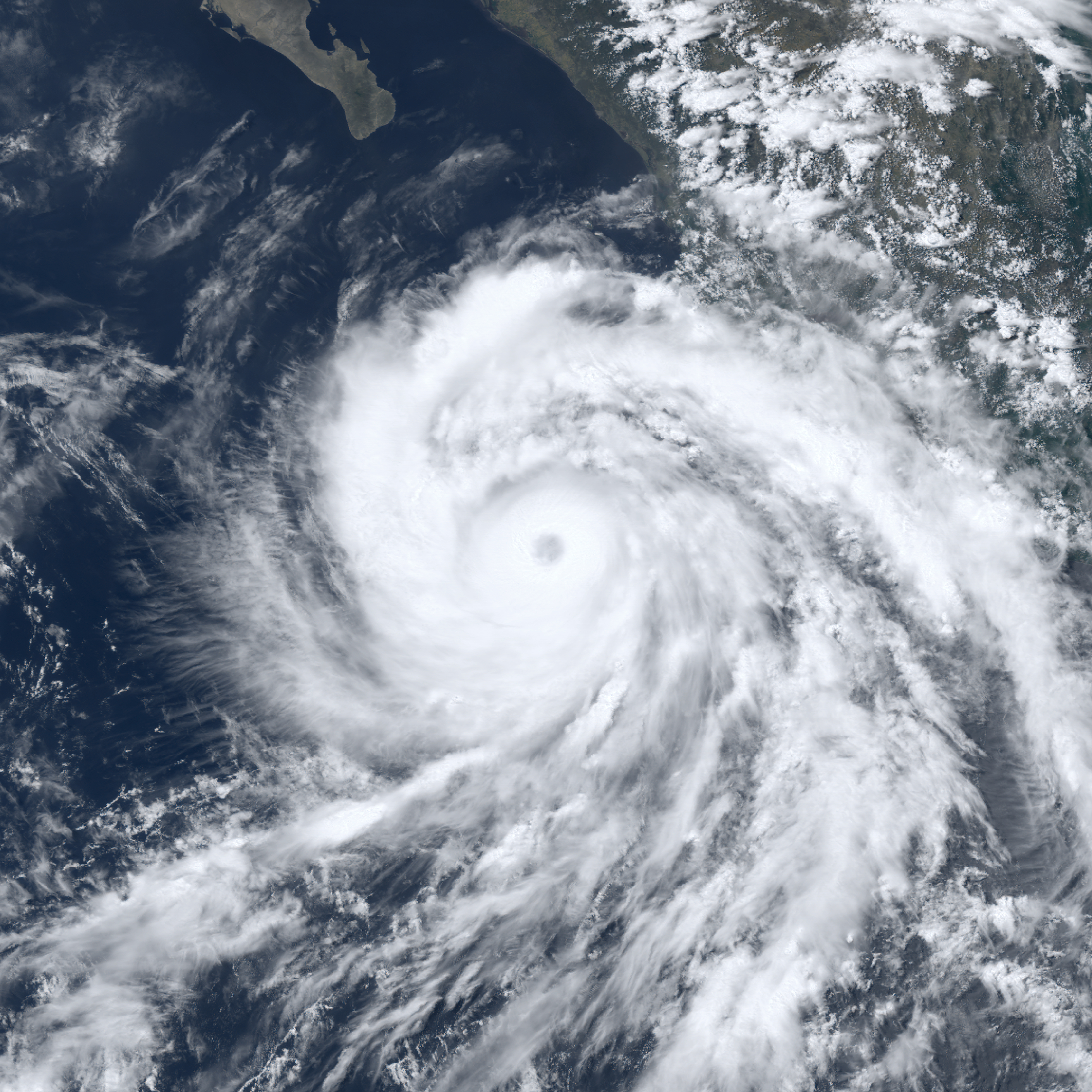
6月11日在墨西哥近海增强的飓风巴德

- 06:00，16°06′N 105°36′W / 16.1°N 105.6°W：飓风巴德在曼萨尼约西南偏南约360公里水域强化成二级飓风[8]。
- 12:00，15°54′N 114°00′W / 15.9°N 114.0°W：热带风暴阿莱塔在圣拉萨罗角西南偏南约1030公里处退化成残留低气压区[7]。
- 12:00，16°24′N 106°24′W / 16.4°N 106.4°W：飓风巴德在墨西哥科连特斯角西南偏南约450公里海域达到三级飓风标准[8]。

6月12日
- 00:00，17°18′N 107°24′W / 17.3°N 107.4°W：飓风巴德在科连特斯角西南偏南约390公里近海达到持续风速每小时220公里，最低气压943毫巴（百帕，27.85英寸汞柱）的最高强度[8]。
- 12:00，18°00′N 108°06′W / 18.0°N 108.1°W：飓风巴德在科连特斯角西南约365公里海域减弱成三级飓风[8]。

6月13日
- 00:00，18°30′N 108°30′W / 18.5°N 108.5°W：飓风巴德在卡沃圣卢卡斯东南偏南约500公里洋面减弱成一级飓风[8]。
- 12:00，19°12′N 108°42′W / 19.2°N 108.7°W：飓风巴德在卡沃圣卢卡斯东南偏南约430公里处降级热带风暴[8]。

6月14日

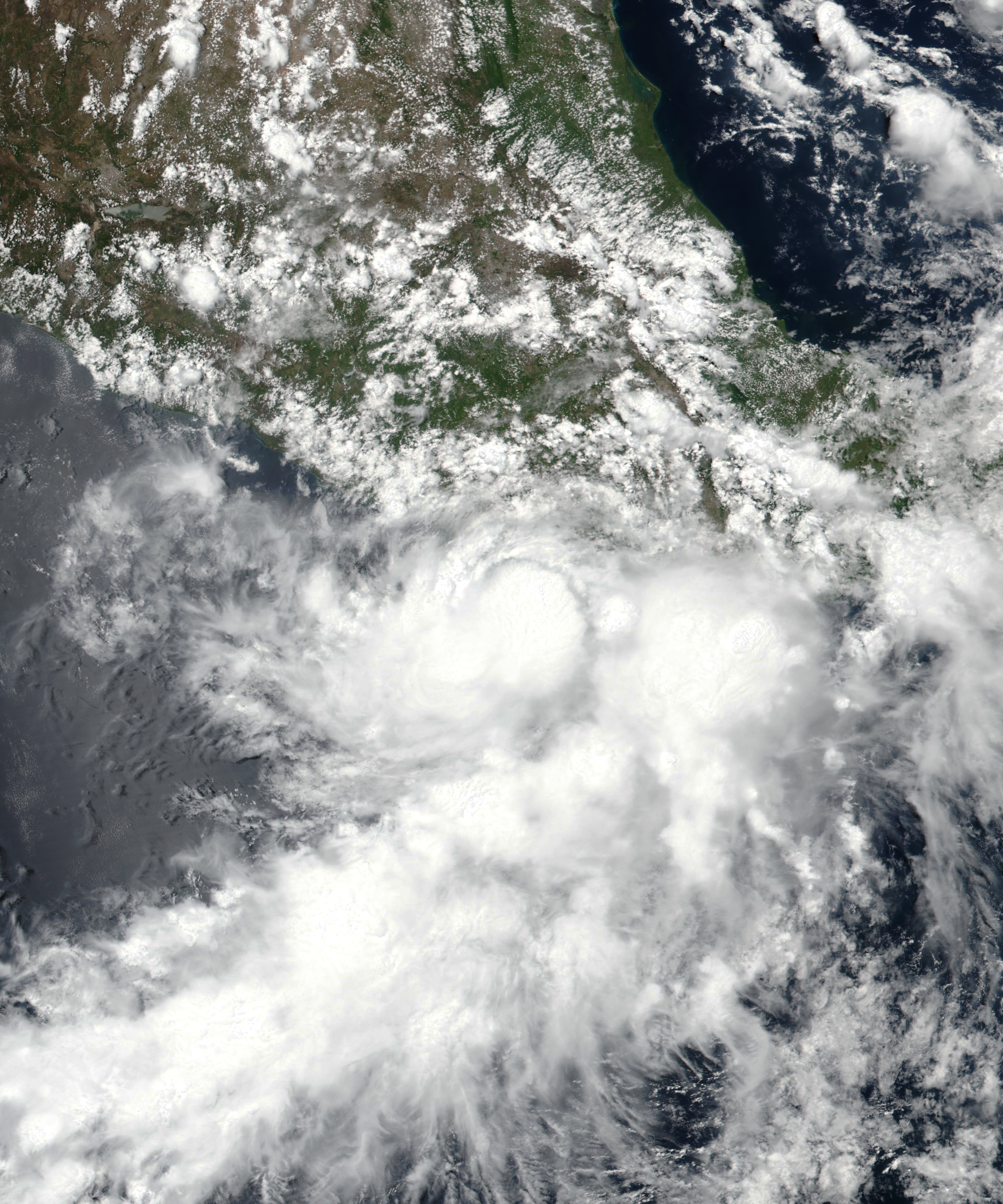
6月16日，热带风暴卡洛塔沿墨西哥海岸平行移动

- 18:00，14°54′N 100°00′W / 14.9°N 100.0°W：阿卡普尔科以南约220公里近海的低气压区形成第四E号热带低气压[9]。

6月15日
- 02:00，23°00′N 109°42′W / 23.0°N 109.7°W：热带风暴巴德从卡沃圣卢卡斯东北偏东约25公里的圣荷西得卡波附近登陆[8]。
- 12:00，25°18′N 110°00′W / 25.3°N 110.0°W：热带风暴巴德在华塔班皮托西南偏南约220公里近海消退为後熱帶氣旋[8]。
- 18:00，15°48′N 99°36′W / 15.8°N 99.6°W：第四E号热带低气压在阿卡普尔科以南约125公里近海强化成热带风暴卡洛塔[9]。

6月17日
- 00:00，16°24′N 99°30′W / 16.4°N 99.5°W：热带风暴卡洛塔在阿卡普尔科东南仅70公里处达到风力时速100公里，最低气压997毫巴（百帕，29.44英寸汞柱）的最高强度[9]。
- 18:00，17°00′N 101°42′W / 17.0°N 101.7°W：热带风暴卡洛塔在墨西哥锡瓦塔内霍以南仅70公里近海退化成热带低气压[9]。

6月19日
- 00:00，18°06′N 103°30′W / 18.1°N 103.5°W：热带低气压卡洛塔在墨西哥拉薩羅卡德納斯以西约135公里近海消退成残留低气压区[9]。

6月24日

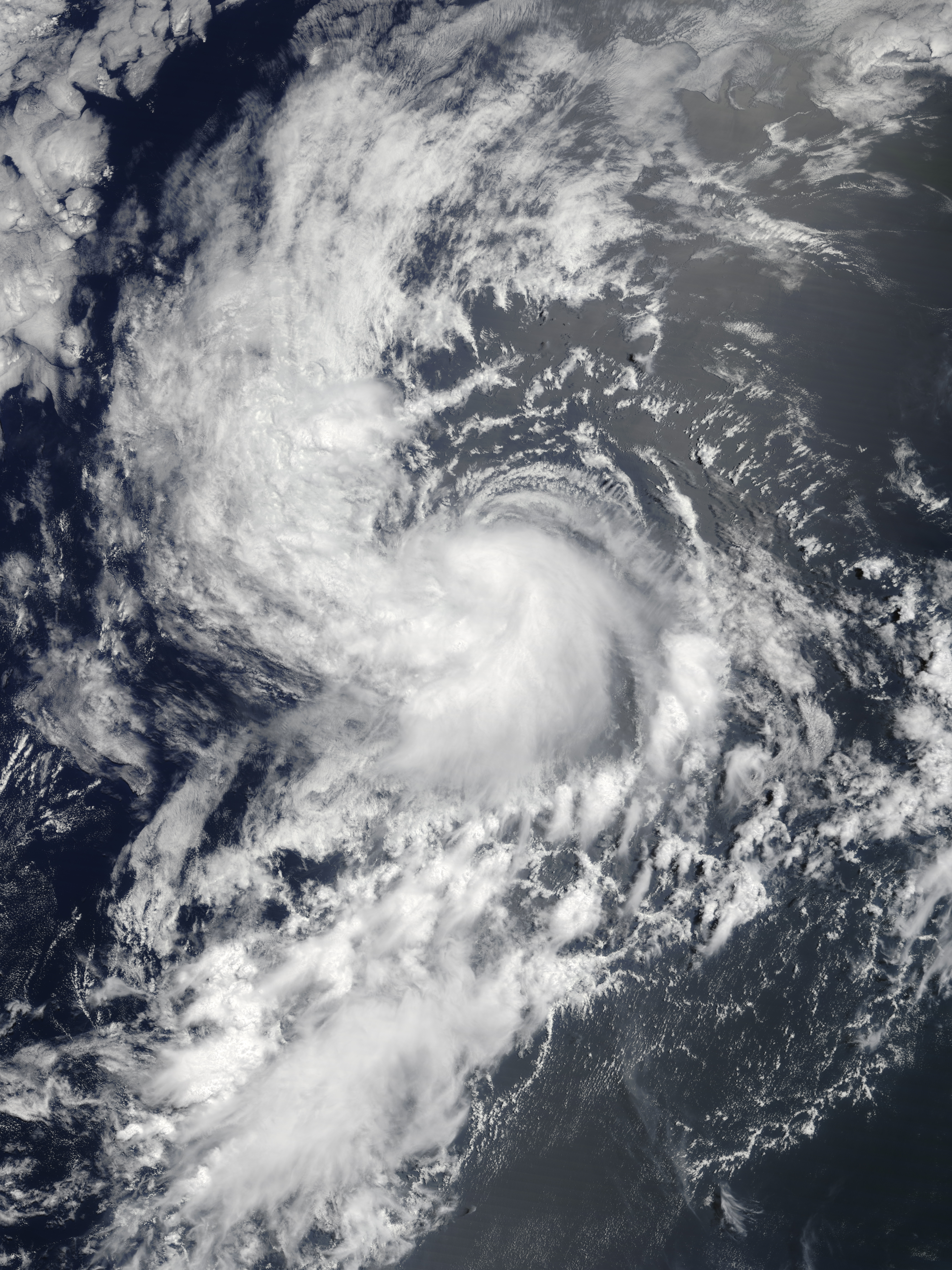
6月24日正处最高强度的热带风暴丹尼尔

- 00:00，13°42′N 115°30′W / 13.7°N 115.5°W：下加利福尼亞州最南角西南约1175公里洋面的低气压区形成第五E号热带低气压[10]。
- 12:00，15°30′N 115°48′W / 15.5°N 115.8°W：第五E号热带低气压在下加利福尼亚州最南角西南约1020公里海域升级热带风暴并获名“丹尼尔”[10]。
- 18:00，16°36′N 116°00′W / 16.6°N 116.0°W：热带风暴丹尼尔在下加利福尼亚州最南角西南约940公里水域达到持续风速每小时75公里、最低气压1004毫巴（百帕，29.65英寸汞柱）的最高强度[10]。

6月25日
- 18:00，19°12′N 117°48′W / 19.2°N 117.8°W：热带风暴丹尼尔在下加利福尼亚州最南端西南偏西约905公里处退化成热带低气压[10]。

6月26日
- 06:00，19°48′N 119°00′W / 19.8°N 119.0°W：热带低气压丹尼尔在下加利福尼亚州最南端西南偏西约990公里海域瓦解成残留低气压区[10]。

6月27日
- 18:00，12°48′N 108°06′W / 12.8°N 108.1°W：第六E号热带低气压在曼萨尼约西南约810公里洋面形成[11]。

6月28日
- 12:00，14°12′N 111°48′W / 14.2°N 111.8°W：第六E号热带低气压在下加利福尼亚州最南端以南约985公里水域升级热带风暴并获名艾米利亚[11]。

6月29日
- 12:00，16°00′N 115°48′W / 16.0°N 115.8°W：热带风暴艾米利亚在距下加利福尼亚州最南角约980公里处达到风力时速95公里、最低气压997毫巴（百帕，29.44英寸汞柱）的最高强度[11]。

6月30日
- 12:00，17°24′N 118°48′W / 17.4°N 118.8°W：热带风暴艾米利亚在下加利福尼亚州最南端西南偏西约1100公里海域弱化成热带低气压[11]。
- 18:00，11°00′N 103°48′W / 11.0°N 103.8°W：曼萨尼约西南偏南约900公里洋面的低气压区形成第七号热带低气压[12]。

### 七月
7月1日
- 06:0，11°36′N 105°48′W / 11.6°N 105.8°W：第七E号热带低气压在曼萨尼约西南偏南约850公里水域增强成热带风暴法比奥[12]。

7月2日

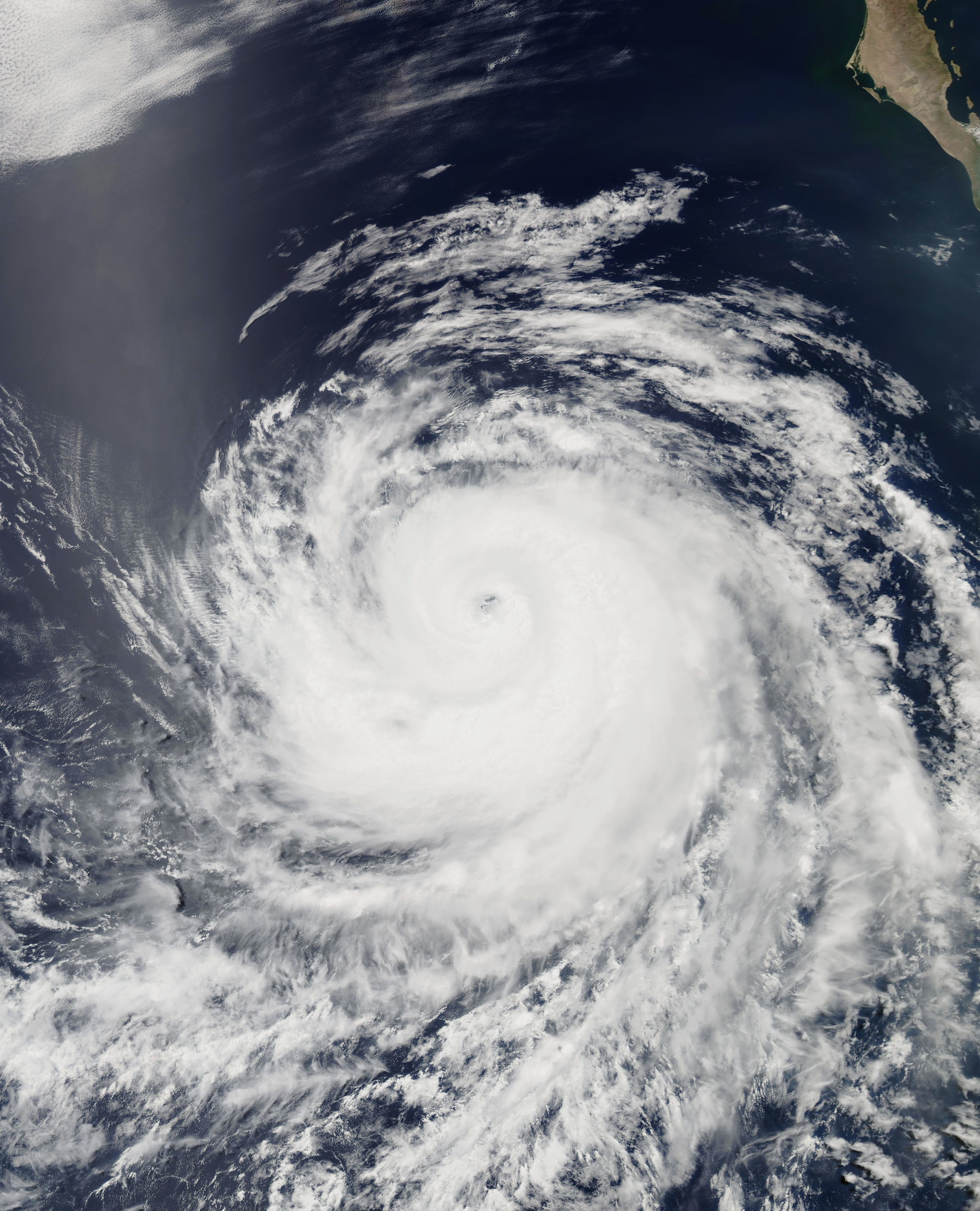
飓风法比奥7月3日达到最高强度

- 00:00，20°00′N 124°42′W / 20.0°N 124.7°W：热带低气压艾米利亚在下加利福尼亚州最南端以西约1555公里海域消退成残留低气压区[11]。
- 12:00，12°54′N 110°24′W / 12.9°N 110.4°W：热带风暴法比奥在下加利福尼亞半島最南端以南约1110公里洋面升级一级飓风[12]。

7月3日
- 06:00，14°42′N 113°36′W / 14.7°N 113.6°W：飓风法比奥在下加利福尼亚半岛最南角西南约985公里处强化成二级飓风[12]。
- 18:00，15°30′N 116°00′W / 15.5°N 116.0°W：飓风法比奥在下加利福尼亚半岛最南角西南约1035公里水域达到风力时速175公里、最低气压964毫巴（百帕，28.47英寸汞柱）的最高强度[12]。

7月4日
- 18:00，17°24′N 121°00′W / 17.4°N 121.0°W：飓风法比奥在下加利福尼亚半岛最南端西南偏西约1300公里海域降至一级飓风强度[12]。

7月5日
- 06:00，19°00′N 123°24′W / 19.0°N 123.4°W：飓风法比奥在下加利福尼亚半岛最南角西南偏西约1445公里洋面降级热带风暴[12]。

7月6日
- 06:00，21°18′N 128°30′W / 21.3°N 128.5°W：热带风暴法比奥在下加利福尼亚半岛最南端以西约1910公里位置瓦解成后热带气旋[12]。

7月26日
- 12:00，13°00′N 121°36′W / 13.0°N 121.6°W：第八E号热带低气压在下加利福尼亚州最南角西南约1665公里处成型[13]。
- 18:00，13°24′N 123°12′W / 13.4°N 123.2°W：第八E号热带低气压在下加利福尼亚州最南端西南偏西约1745公里洋面强化成热带风暴吉尔玛[13]。
- 18:00，10°54′N 135°00′W / 10.9°N 135.0°W：第九E号热带低气压在夏威夷州希洛东南偏东约2315公里处形成[14]。

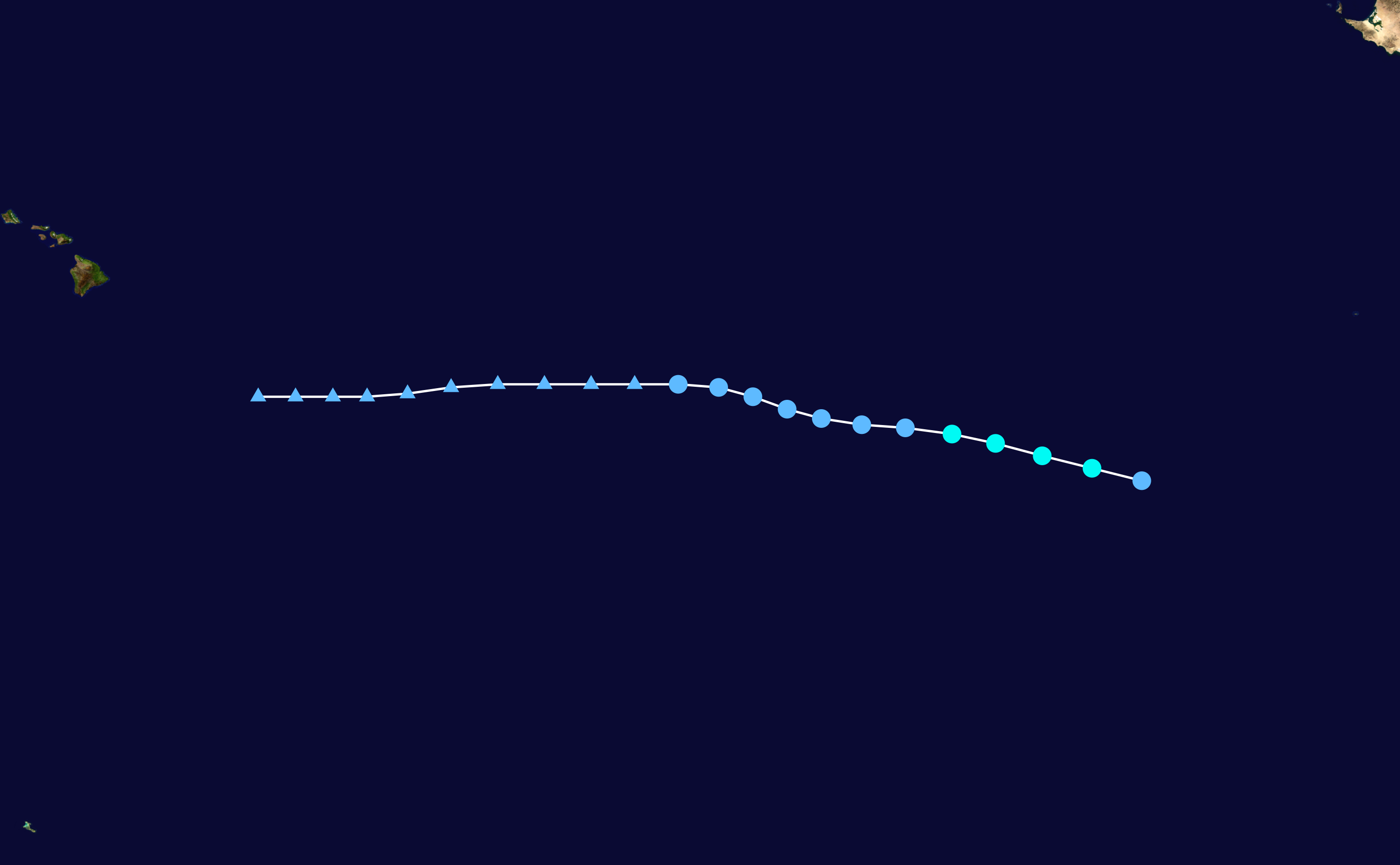
7月26至29日热带风暴吉尔玛在东太平洋的移动路线

7月27日
- 06:00，14°12′N 126°18′W / 14.2°N 126.3°W：热带风暴吉尔玛在下加利福尼亚州最南角西南偏西约1945公里水域达到风力时速75公里、气压1005毫巴（百帕，29.68英寸汞柱）的最高强度[13]。
- 18:00，14°42′N 129°12′W / 14.7°N 129.2°W：热带风暴吉尔玛在下加利福尼亚州最南端西南偏西约2215公里位置降级热带低气压[13]。

7月28日
- 00:00：第九E号热带低气压在希洛东南约1945公里海域消散[14]。

7月29日
- 12:00，16°06′N 137°54′W / 16.1°N 137.9°W：热带低气压吉尔玛在希洛以东约1850公里洋面瓦解为残留低气压区[13]。

7月31日
- 12:00，12°18′N 115°06′W / 12.3°N 115.1°W：下加利福尼亚州最南端西南约1295公里的低气压区形成第十E号热带低气压[15]。

### 八月
8月1日
- 00:00，13°00′N 117°36′W / 13.0°N 117.6°W：第十E号热带低气压在下加利福尼亚州最南角西南约1360公里处升级热带风暴并获名赫克托[15]。

8月2日
- 12:00，14°12′N 123°54′W / 14.2°N 123.9°W：热带风暴赫克托在下加利福尼亚州最南端西南偏西约1750公里水域达到一级飓风标准[15]。
- 18:00，14°06′N 125°48′W / 14.1°N 125.8°W：飓风赫克托在在下加利福尼亚州最南角西南偏西约1860公里位置增强成二级飓风[15]。

8月3日
- 12:00，14°06′N 128°18′W / 14.1°N 128.3°W：飓风赫克托的强度在下加利福尼亚州最南端西南偏西约2160公里海域回落到一级飓风标准[15]。
- 18:00，14°06′N 129°18′W / 14.1°N 129.3°W：飓风赫克托在下加利福尼亚州最南角西南偏西约2255公里洋面再度强化成二级飓风[15]。

8月4日
- 00:00，14°12′N 130°18′W / 14.2°N 130.3°W：飓风赫克托在下加利福尼亚州最南端西南偏西约2345公里处达到三级飓风强度[15]。
- 18:00，12°18′N 94°30′W / 12.3°N 94.5°W：瓦哈卡州安赫尔港东南偏南约435公里位置的低气压区形出第十一E号热带低气压[16]。

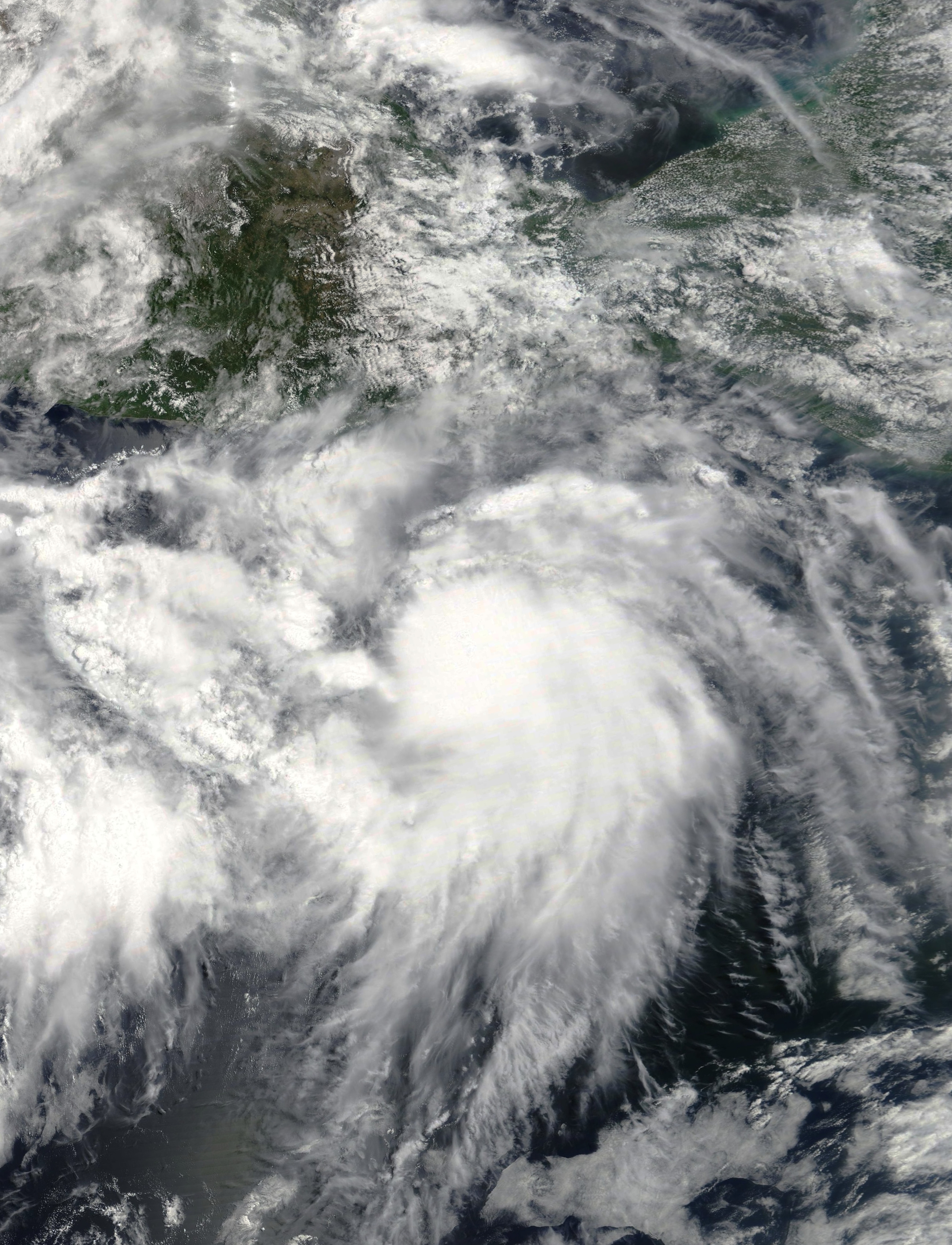
8月5日墨西哥西岸近海接近最高强度的热带风暴伊莱亚娜

8月5日
- 12:00，13°18′N 97°06′W / 13.3°N 97.1°W：第十一E号热带低气压在安赫尔港东南偏南约275公里近海升级热带风暴并获名伊莱亚娜[16]。
- 12:00，13°42′N 105°00′W / 13.7°N 105.0°W：蓬塔圣特尔莫西南偏南约540公里处形成第十二E号热带低气压[17]。
- 18:00，14°24′N 138°00′W / 14.4°N 138.0°W：飓风赫克托在夏威夷州南角东南偏东约2015公里海域达到四级飓风标准[15]。

8月6日
- 00:00，14°30′N 106°18′W / 14.5°N 106.3°W：第十二E号热带低在蓬塔圣特尔莫西南约525公里洋面增强成热带风暴约翰[17]。
- 06:00，14°42′N 139°54′W / 14.7°N 139.9°W：飓风赫克托进入中太平洋颶風中心责任范围[15]。
- 12:00，15°48′N 101°12′W / 15.8°N 101.2°W：热带风暴伊莱亚娜在曼萨尼约东南约490公里处达到持续风速每小时100公里，最低气压998毫巴（百帕，29.47英寸汞柱）的最高强度[16]。
- 18:00，15°06′N 142°30′W / 15.1°N 142.5°W：飓风赫克托在希洛东南偏东约1430公里位置达到风力时速250公里、最低气压936毫巴（百帕，27.64英寸汞柱）最高强度[15]。
- 18:00，15°54′N 107°54′W / 15.9°N 107.9°W：热带风暴约翰在蓬塔佩鲁拉西南约500公里水域升级一级飓风[17]。
- 18:00，14°48′N 122°36′W / 14.8°N 122.6°W：圣拉萨罗角西南约1545公里海域形成第十三E号热带低气压[18]。

8月7日
- 00:00，14°36′N 123°36′W / 14.6°N 123.6°W：第十三E号热带低气压在圣拉萨罗角西南约1635公里洋面升级热带风暴并获名克里斯蒂[18]。
- 12:00：飓风约翰吸收热带风暴伊莱亚娜[16]。
- 12:00，17°42′N 109°30′W / 17.7°N 109.5°W：飓风约翰在科连特斯角西南约500公里位置达到二级飓风强度[17]。
- 18:00，18°18′N 110°06′W / 18.3°N 110.1°W：飓风约翰在卡沃圣卢卡斯以南约505公里处达到风力时速175公里、气压964毫巴（百帕，28.5英寸汞柱）的最高强度[17]。

8月8日
- 06:00，19°36′N 111°30′W / 19.6°N 111.5°W：飓风约翰在卡沃圣卢卡斯西南偏南约395公里水域弱化成一级飓风[17]。
- 12:00，16°24′N 153°12′W / 16.4°N 153.2°W：飓风赫克托在希洛东南偏南约420公里海域减弱成三级飓风[15]。

8月9日
- 12:00，23°54′N 116°42′W / 23.9°N 116.7°W：飓风约翰在南下加利福尼亚州阿布雷奥约斯西南约445公里洋面消退成热带风暴[17]。

8月10日
- 06:00，17°48′N 129°54′W / 17.8°N 129.9°W：热带风暴克里斯蒂在南下加利福尼亚州蓬塔尤金尼亚西南偏西约1885公里处达到持续风速每小时110公里，气压991毫巴（百帕，29.3英寸汞柱）最高强度[18]。

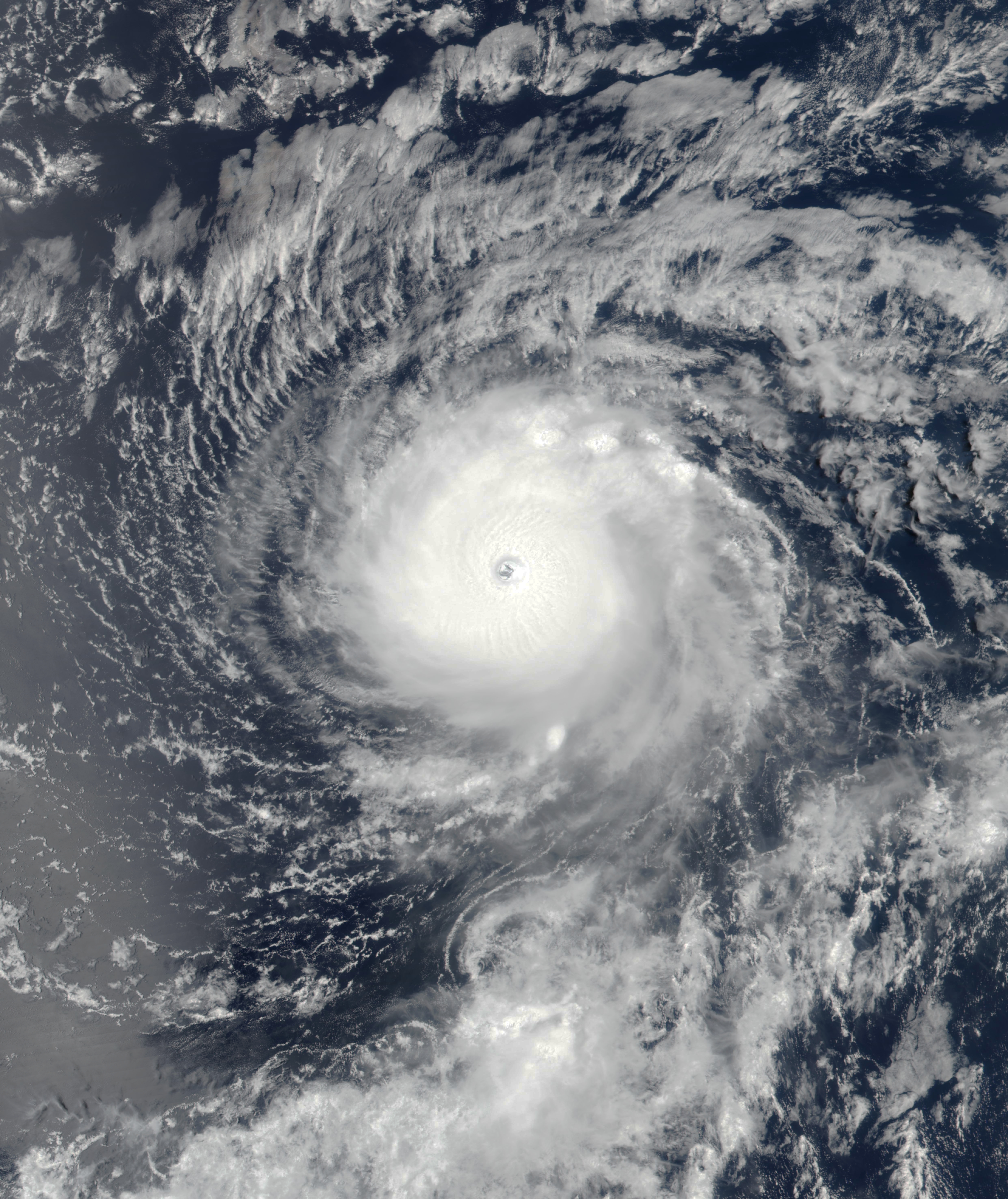
8月6日接近四级飓风强度上限的赫克托

- 06:00，17°12′N 163°42′W / 17.2°N 163.7°W：飓风赫克托在约翰斯顿环礁以东约620公里水域再达四级飓风标准[15]。
- 18:00，26°18′N 120°18′W / 26.3°N 120.3°W：热带风暴约翰在蓬塔尤金尼亚西南偏西约545公里位置退化成残留低气压区[17]。

8月11日
- 06:00，17°12′N 163°42′W / 17.2°N 163.7°W：飓风赫克托在约翰斯顿环礁东北偏北约215公里近海减弱成三级飓风[15]。
- 12:00，21°42′N 131°12′W / 21.7°N 131.2°W：热带风暴克里斯蒂在加利福尼亚州康塞普申角西南约1760公里海域降级成热带低气压[18]。
- 18:00，19°36′N 170°24′W / 19.6°N 170.4°W：飓风赫克托在约翰斯顿环礁西北偏北约335公里洋面减弱成二级飓风[15]。

8月12日
- 12:00，22°24′N 173°36′W / 22.4°N 173.6°W：飓风赫克托在中途島东南约520公里位置减弱成一级飓风[15]。
- 12:00，22°24′N 132°24′W / 22.4°N 132.4°W：热带低气压克里斯蒂在康塞普申角西南约1770公里水域瓦解成残留低气压区[18]。

8月13日
- 00:00，24°12′N 176°24′W / 24.2°N 176.4°W：飓风赫克托在中途岛东南偏南约455公里处降级热带风暴[15]。
- 18:00，25°06′N 179°30′W / 25.1°N 179.5°W：热带风暴赫克托穿越国际日期变更线进入日本气象厅责任区[15]。

8月15日
- 00:00，11°00′N 120°36′W / 11.0°N 120.6°W：下加利福尼亚半岛最南端西南约1730公里海域形成第十四E号热带低气压[19]。
- 12:00，10°42′N 122°48′W / 10.7°N 122.8°W：第十四E号热带低气压在下加利福尼亚半岛最南角西南约1925公里洋面升级热带风暴并获名莱恩[19]。

8月17日
- 00:00，11°00′N 129°12′W / 11.0°N 129.2°W：热带风暴莱恩在下加利福尼亚半岛最南端西南偏西约2440公里位置增强成一级飓风[19]。
- 12:00，11°12′N 132°06′W / 11.2°N 132.1°W：飓风莱恩在下加利福尼亚半岛最南角西南偏西约2690公里水域强化成二级飓风[19]。

8月18日
- 00:00，11°36′N 134°54′W / 11.6°N 134.9°W：飓风莱恩在下加利福尼亚半岛最南端西南偏西约2915公里处达到三级飓风标准[19]。
- 06:00，11°54′N 136°12′W / 11.9°N 136.2°W：飓风莱恩在下加利福尼亚半岛最南角西南偏西约3035公里海域进入四级飓风范围[19]。

8月19日

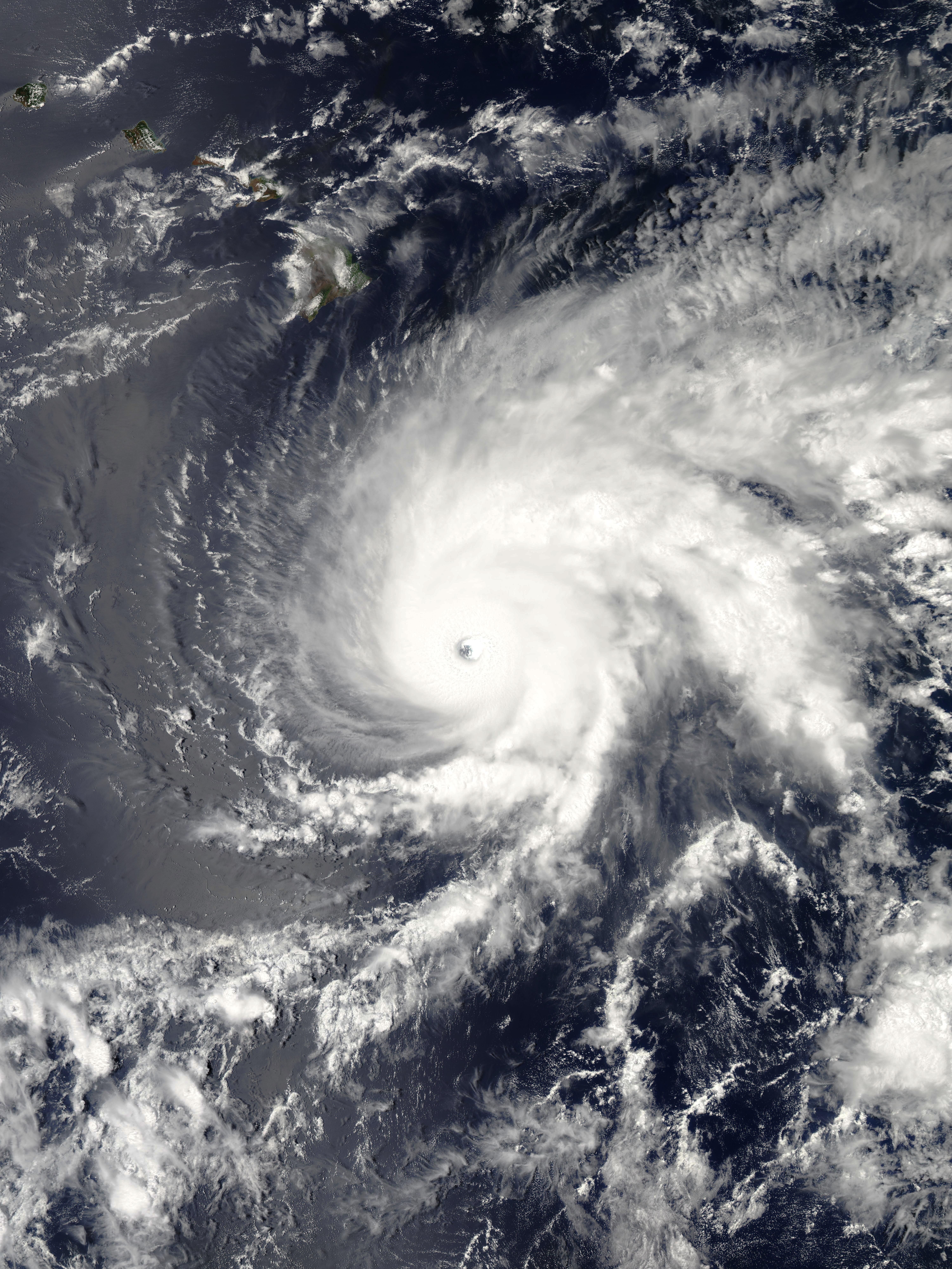
8月22日清晨正处五级飓风强度的莱恩

- 00:00，12°36′N 140°18′W / 12.6°N 140.3°W：飓风莱恩进入中太平洋飓风中心责任区[19]。
- 06:00，12°48′N 141°36′W / 12.8°N 141.6°W：飓风莱恩在希洛东南偏东约1635公里洋面减弱成三级飓风[19]。

8月21日
- 00:00，13°42′N 149°48′W / 13.7°N 149.8°W：飓风莱恩在希洛东南约870公里处再度增强成四级飓风[19]。

8月22日
- 00:00，14°18′N 153°36′W / 14.3°N 153.6°W：飓风莱恩在希洛东南偏南约620公里水域再度成为五级飓风[19]。
- 06:00，14°30′N 154°18′W / 14.5°N 154.3°W：飓风莱恩在希洛以南约580公里位置达到持续风速每小时260公里、气压926毫巴（百帕，27.3英寸汞柱）的最高强度[19]。
- 12:00，14°48′N 155°00′W / 14.8°N 155.0°W：飓风莱恩在希洛以南约545公里海域降至四级飓风强度[19]。

8月24日
- 00:00，17°30′N 157°48′W / 17.5°N 157.8°W：飓风莱恩在希洛西南约380公里洋面减弱成三级飓风[19]。
- 12:00，18°18′N 158°06′W / 18.3°N 158.1°W：飓风莱恩在希洛西南偏西约355公里处降至二级飓风标准[19]。
- 18:00，18°36′N 158°06′W / 18.6°N 158.1°W：飓风莱恩在希洛西南偏西约340公里水域消退成一级飓风[19]。

8月25日
- 06:00，19°12′N 158°18′W / 19.2°N 158.3°W：飓风莱恩在希洛以西约340公里位置降级热带风暴[19]。

8月26日
- 06:00，13°12′N 123°42′W / 13.2°N 123.7°W：下加利福尼亚州最南角西南偏西约1820公里海域的低气压区发展出第十五E号热带低气压[20]。
- 12:00，19°18′N 161°36′W / 19.3°N 161.6°W：热带风暴莱恩在希洛以西约685公里洋面降级热带低气压[19]。
- 12:00，13°30′N 124°54′W / 13.5°N 124.9°W：第十五E号热带低气压在下加利福尼亚州最南端西南偏西约1890公里处升级热带风暴并获名米里亚姆[20]。

8月27日
- 12:00，18°42′N 165°00′W / 18.7°N 165.0°W：热带低气压莱恩在约翰斯顿环礁东北偏北约525公里位置再度升级热带风暴[19]。

8月28日

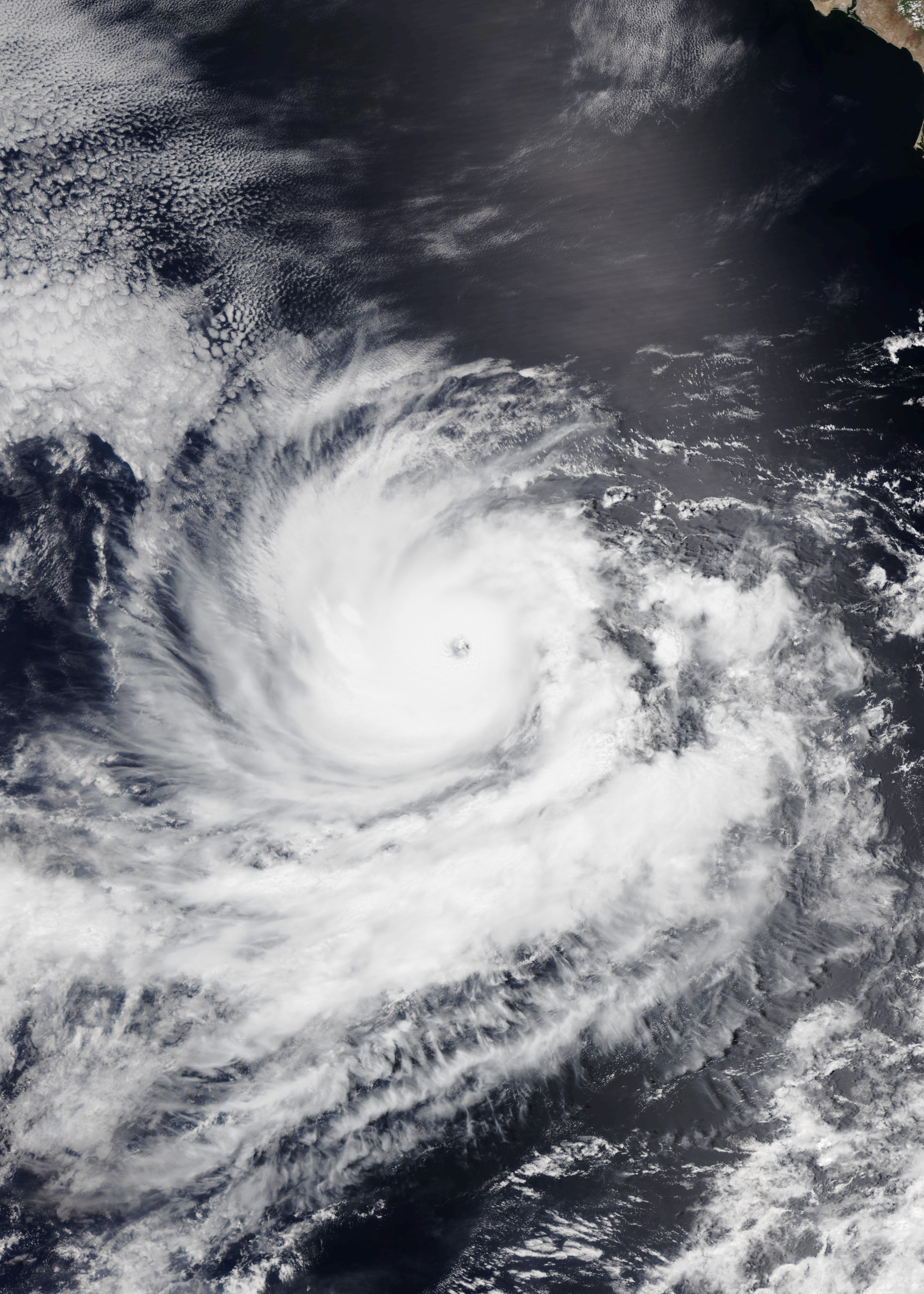
8月30日达到最高强度的四级飓风诺曼

- 00:00，18°24′N 166°24′W / 18.4°N 166.4°W：热带风暴莱恩在约翰斯顿环礁东北约380公里水域消退成热带低气压[19]。
- 12:00，16°42′N 111°42′W / 16.7°N 111.7°W：曼萨尼约西南偏西约790公里海域的低气压区形成第十六E号热带低气压[21]。
- 18:00，17°12′N 112°30′W / 17.2°N 112.5°W：第十六E号热带低气压在曼萨尼约西南偏西约895公里洋面增强成热带风暴诺曼[21]。

8月29日
- 00:00，19°06′N 168°18′W / 19.1°N 168.3°W：热带低气压莱恩在约翰斯顿环礁东北偏北约300公里近海瓦解成残留低气压区[19]。
- 18:00，14°00′N 139°24′W / 14.0°N 139.4°W：热带风暴米里亚姆在下加利福尼亚州最南角西南偏西约3260公里位置升级一级飓风[20]。
- 18:00，17°42′N 115°42′W / 17.7°N 115.7°W：热带风暴诺曼在曼萨尼约西南偏西约1425公里处增强成一级飓风[21]。

8月30日
- 00:00，14°06′N 140°06′W / 14.1°N 140.1°W：飓风米里亚姆进入中太平洋飓风中心责任范围[20]。
- 06:00，17°42′N 117°00′W / 17.7°N 117.0°W：飓风诺曼在曼萨尼约西南偏西约1345公里水域达到二级飓风标准[21]。
- 12:00，17°42′N 117°42′W / 17.7°N 117.7°W：飓风诺曼在曙萨尼约西南偏西约1425公里海域强化成四级飓风[21]。
- 18:00，17°36′N 118°24′W / 17.6°N 118.4°W：飓风诺曼在下加利福尼亚州最南端西南约835公里洋面达到风力时速240公里、最低气压937毫巴（百帕，27.7英寸汞柱）的最高强度[21]。

8月31日
- 18:00，18°42′N 141°12′W / 18.7°N 141.2°W：飓风米里亚姆在希洛以东约1465公里处达到持续风速每小时155公里、气压974毫巴（百帕，28.8英寸汞柱）的最高强度[20]。
- 18:00，16°36′N 121°06′W / 16.6°N 121.1°W：飓风诺曼在下加利福尼亚州最南角西南约1360公里水域回落至三级飓风强度[21]。

### 九月
9月1日

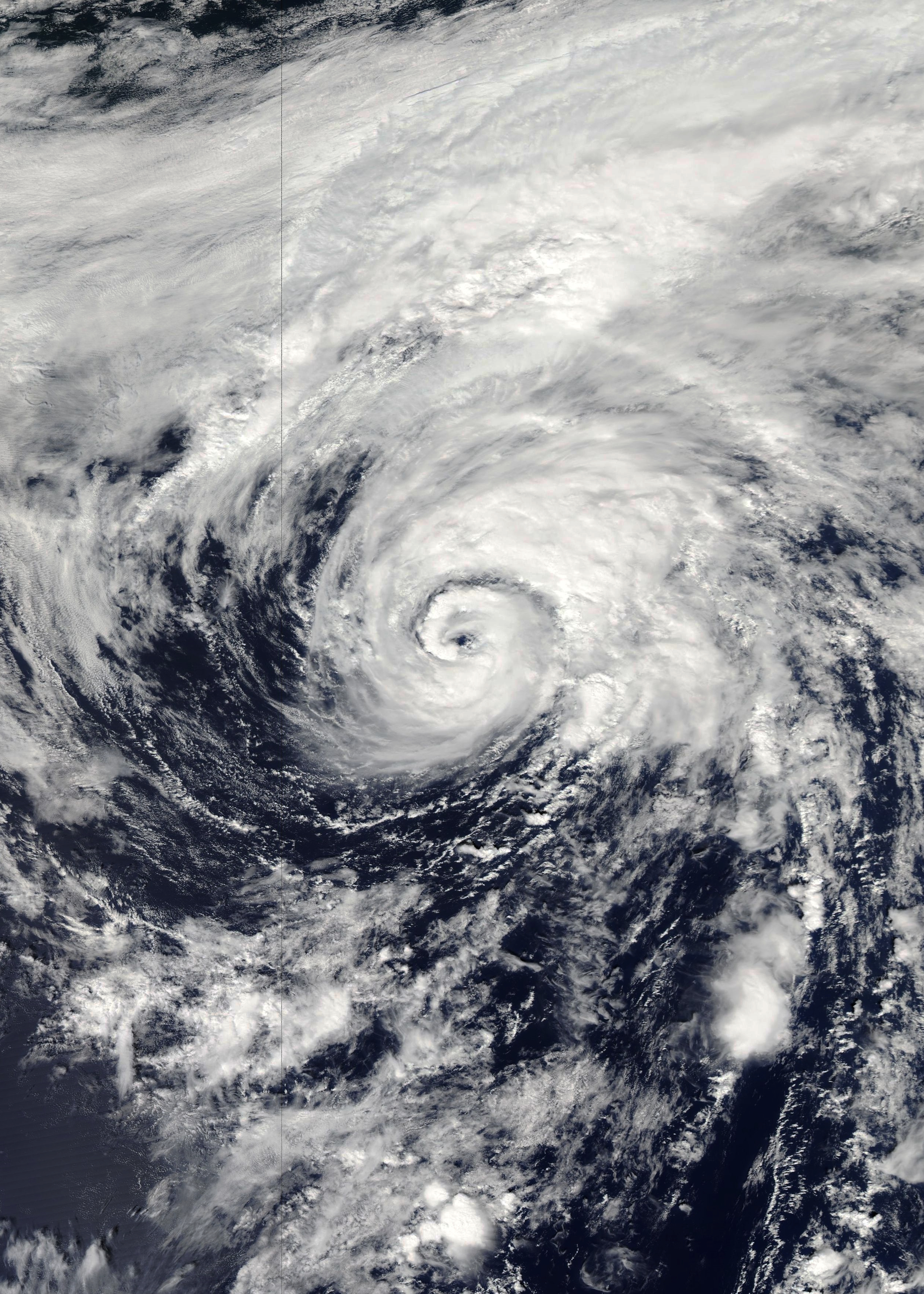
9月2日国际日期变更线附近未经归类的热带或副热带气旋

- 00:00，14°18′N 107°48′W / 14.3°N 107.8°W：第十七E号热带低气压在索科羅島东南约590公里位置成型[22]。
- 06:00，20°42′N 141°00′W / 20.7°N 141.0°W：飓风米里亚姆在希洛以东约1475公里海域降至一级飓风标准[20]。
- 06:00，16°18′N 122°30′W / 16.3°N 122.5°W：飓风诺曼在下加利福尼亚州最南端西南约1505公里洋面减弱成二级飓风[21]。
- 17:30，37°12′N 177°48′W / 37.2°N 177.8°W：阿拉斯加州埃达克以南约1635公里处的上层低气压区吸收飓风莱恩的残留并转变成热带或副熱帶氣旋，编号“96C”[23][24]。中太平洋飓风中心认为该天气系统是副热带气旋[24]，美国国家海洋和大气管理局卫星产品与服务部用德沃夏克分析法分析后认定是热带风暴[23]。
- 18:00，22°48′N 141°18′W / 22.8°N 141.3°W：飓风米里亚姆在希洛东北偏东约1475公里水域降级热带风暴[20]。
- 23:30，38°42′N 178°06′W / 38.7°N 178.1°W：散射仪数据表明“96C”在埃达克以南约1575公里位置达到风力时速75公里最高强度[37]。

9月2日
- 00:00，15°24′N 111°12′W / 15.4°N 111.2°W：第十七E号热带代气压在索科羅島以南约370公里海域升级成热带风暴奥利维亚[22]。
- 12:00，25°24′N 143°42′W / 25.4°N 143.7°W：热带风暴米里亚姆在希洛东北约1330公里洋面降级热带低气压[20]。
- 12:00，17°24′N 128°18′W / 17.4°N 128.3°W：飓风诺曼在下加利福尼亚州最南角西南偏西约2010公里处达到四级飓风标准[21]。
- 17:30，40°36′N 177°06′W / 40.6°N 177.1°W：德沃夏克分析法评估结果显示“96C”在埃达克以南约1255公里水域减弱成热带低气压[38]。
- 18:00，26°00′N 144°18′W / 26.0°N 144.3°W：热带低气压米里亚姆在希洛东北约1310公里位置退化成残留低气压区[20]。

9月3日
- 5:30，42°36′N 178°18′W / 42.6°N 178.3°W：卫星产品与服务部发布针对“96C”的最终通告，德沃夏克分析法分析数据表明埃达克以南约1040公里的气旋强度太低，已经不属热带气旋[25]。
- 06:00，18°48′N 133°48′W / 18.8°N 133.8°W：飓风诺曼在下加利福尼亚州最南端西南偏西约2520公里海域减弱成三级飓风[21]。
- 18:00，19°24′N 137°36′W / 19.4°N 137.6°W：飓风诺曼在下加利福尼亚州最南角西南偏西约2890公里洋面降至二级飓风标准[21]。

9月4日
- 00:00，19°42′N 139°24′W / 19.7°N 139.4°W：飓风诺曼在下加利福尼亚州最南端西南偏西约3065公里处降至一级飓风强度[21]。
- 00:00，19°42′N 139°24′W / 19.7°N 139.4°W：飓风诺曼进入中太平洋飓风中心责任区[21]。
- 00:00，16°48′N 115°36′W / 16.8°N 115.6°W：热带风暴奥利维亚在克拉里翁岛西南约195公里近海升级一级飓风[22]。
- 12:00，16°54′N 117°36′W / 16.9°N 117.6°W：飓风奥利维亚快速增强，在克拉里翁岛西南偏西约345公里水域达到二级飓风范围[22]。

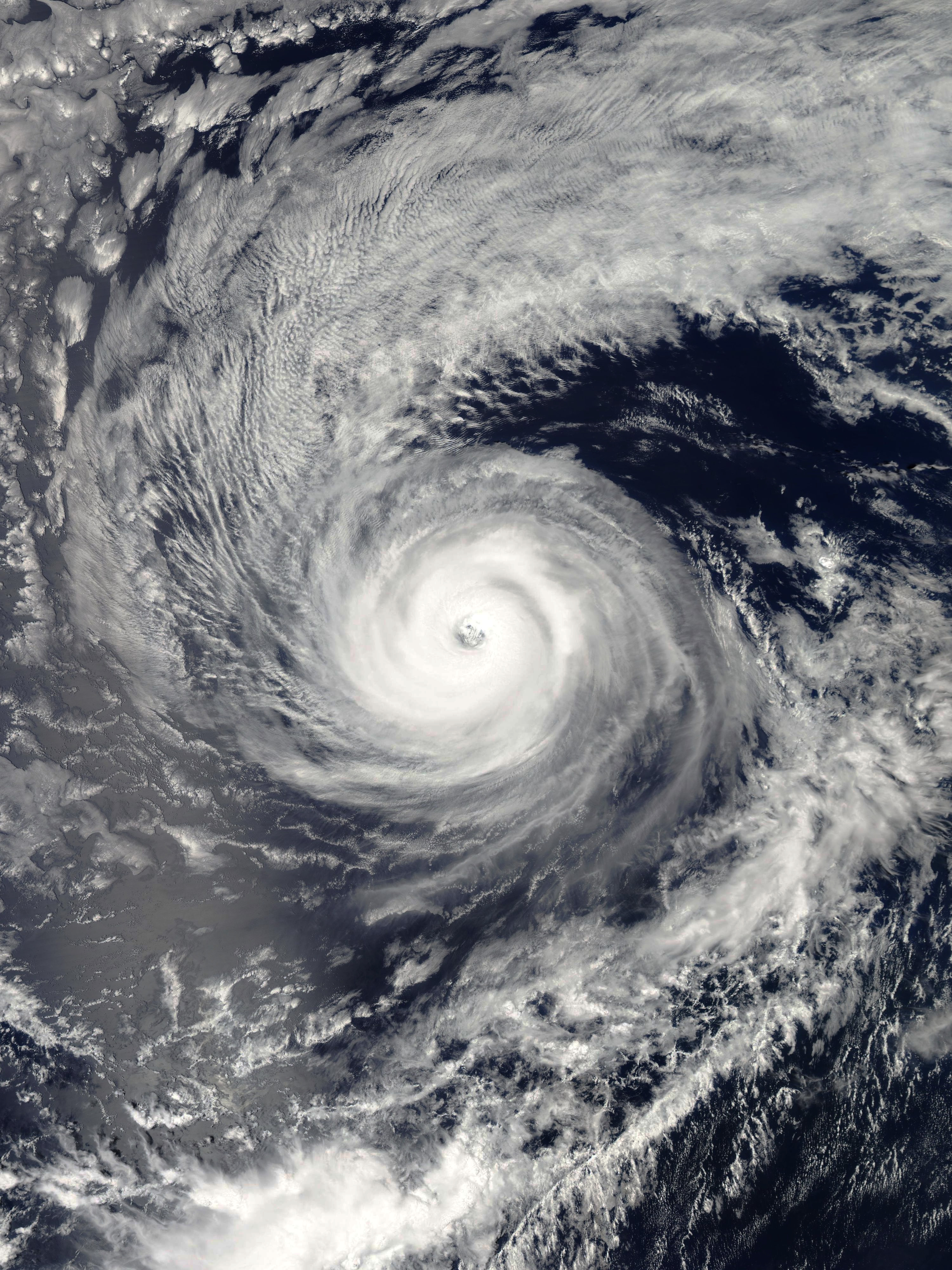
9月6日接近三级飓风上限的奥利维亚

- 18:00，16°48′N 118°36′W / 16.8°N 118.6°W：飓风奥利维亚在克拉里翁岛西南偏西约440公里位置强化成三级飓风[22]。

9月5日
- 00:00，16°48′N 119°36′W / 16.8°N 119.6°W：飓风奥利维亚在克拉里翁岛西南偏西约540公里海域达到持续风速每小时205公里、气压954毫巴（百帕，28.17英寸汞柱）最高强度[22]。
- 12:00，19°30′N 147°12′W / 19.5°N 147.2°W：飓风诺曼在希洛以东约830公里洋面达到三级飓风强度[21]。
- 12:00，17°00′N 121°48′W / 17.0°N 121.8°W：飓风奥利维亚在克拉里翁岛西南偏西约760公里处减弱成二级飓风[22]。

9月6日
- 12:00，18°06′N 126°36′W / 18.1°N 126.6°W：飓风奥利维亚出人意料地在克拉里翁岛以西约1255公里水域重达三级飓风标准[22]。
- 18:00，21°00′N 150°36′W / 21.0°N 150.6°W：飓风诺曼在希洛东北偏东约490公里位置减弱成二级飓风[21]。

9月7日
- 00:00，18°54′N 129°12′W / 18.9°N 129.2°W：飓风奥利维亚在克拉里翁岛以西约1525公里海域增强成四级飓风，达到风力时速215公里、气压951毫巴（百帕，28.08英寸汞柱）最高强度[22]。
- 06:00，22°06′N 151°36′W / 22.1°N 151.6°W：飓风诺曼在希洛东北约450公里洋面消退成一级飓风[21]。
- 06:00，19°24′N 130°30′W / 19.4°N 130.5°W：飓风奥利维亚在克拉里翁岛西北偏西约1665公里处降至三级飓风范围[22]。
- 12:00，19°54′N 131°48′W / 19.9°N 131.8°W：飓风奥利维亚在克拉里翁岛西北偏西约1800公里水域减弱成二级飓风[22]。
- 18:00，23°42′N 152°36′W / 23.7°N 152.6°W：飓风诺曼在希洛东北约515公里位置降级热带风暴[21]。

9月8日
- 06:00，21°06′N 135°54′W / 21.1°N 135.9°W：飓风奥利维亚在希洛东北偏东约2010公里海域降至一级飓风强度[22]。
- 06:00，15°30′N 114°30′W / 15.5°N 114.5°W：南下加利福尼亚州最南端西南偏南约1095公里洋面的低气压区发展出第十八E号热带低气压[26]。

9月9日
- 00:00，27°06′N 154°06′W / 27.1°N 154.1°W：热带风暴诺曼在希洛以北约830公里处转变成温带气旋[21]。
- 00:00，21°48′N 140°12′W / 21.8°N 140.2°W：飓风奥利维亚进入中太平洋飓风中心责任范围[22]。
- 00:00，16°00′N 117°00′W / 16.0°N 117.0°W：第十八E号热带低气压在克拉里翁岛西南约355公里水域升级热带风暴并获名保罗[26]。
- 18:00，18°06′N 118°36′W / 18.1°N 118.6°W：热带风暴保罗在克拉里翁岛以西约400公里位置达到持续风速75公里、气压1002毫巴（百帕，29.59英寸汞柱）最高强度[26]。

9月10日
- 12:00：诺曼在希洛东北偏北约1385公里海域上空消散[21]。

9月11日
- 06:00，21°54′N 149°48′W / 21.9°N 149.8°W：飓风奥利维亚在希洛东北约605公里洋面降级热带风暴[22]。
- 06:00，21°48′N 122°36′W / 21.8°N 122.6°W：热带风暴保罗在克拉里翁岛西北约900公里处降级热带低气压[26]。

9月12日

9月12日热带风暴奥利维亚登陆夏威夷州茂宜島和拉奈島的红外卫星图像动画

- 00:00，22°18′N 126°00′W / 22.3°N 126.0°W：热带低气压保罗在克拉里翁岛在西北偏西约1255公里水域瓦解成残留低气压区[26]。
- 19:10，21°00′N 156°36′W / 21.0°N 156.6°W：热带风暴奥利维亚以风力时速75公里强度从卡互陸伊西北不远处登陆夏威夷州茂宜島[22]，是有纪录以来第一个登陆该岛的热带气旋[2][39]。
- 19:54，20°54′N 157°00′W / 20.9°N 157.0°W：热带风暴奥利维亚以持续风速每小时75公里强度从拉奈城西北不远处登陆拉奈島[22]，是有纪录以来第一个登陆该岛的热带气旋[2][39]。

9月13日
- 06:00，20°06′N 159°48′W / 20.1°N 159.8°W：热带风暴奥利维亚在夏威夷州檀香山西南约240公里近海降级热带低气压[22]。
- 18:00，19°00′N 162°30′W / 19.0°N 162.5°W：热带低气压奥利维亚在檀香山西南约550公里重组成热带风暴[22]。

9月14日
- 06:00，18°54′N 164°54′W / 18.9°N 164.9°W：热带风暴奥利维亚在檀香山西南约785公里瓦解成残留低气压区[22]。

9月19日

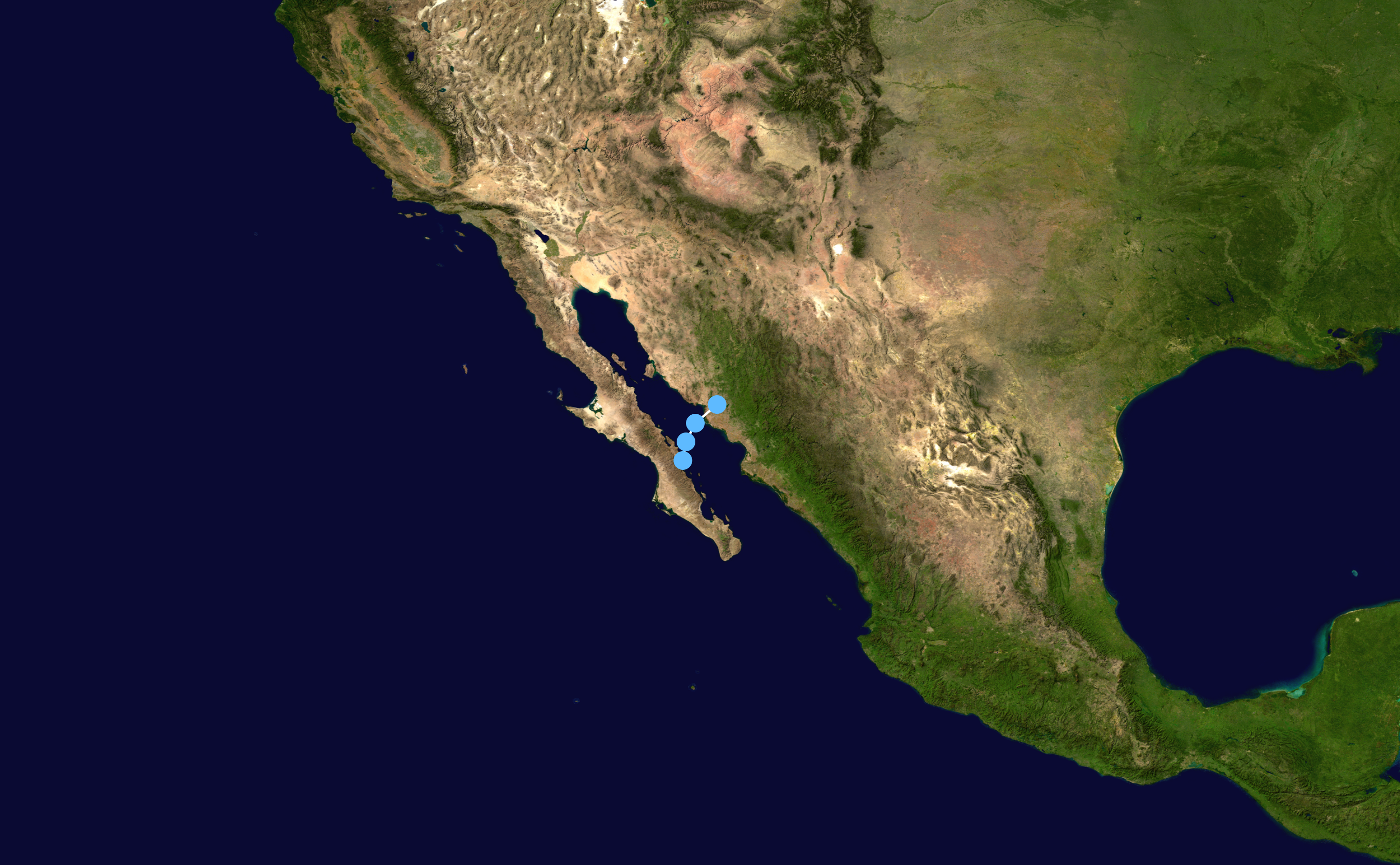
9月19至20日第十九E号热带低气压经过加利福尼亚湾的路径

- 12:00，26°06′N 111°18′W / 26.1°N 111.3°W：加利福尼亚湾上空狭长的低壓槽在南下加利福尼亚州洛雷托以东不远形成第十九E号热带低气压，是1949年开始美国国家飓风中心有纪录以来墨西哥湾首次形成热带气旋[27]。

9月20日
- 00:00，27°18′N 110°54′W / 27.3°N 110.9°W：第十九E号热带低气压在奧夫雷貢城西南偏西仅95公里达到风力时速55公里、气压1002毫巴（百帕，29.6英寸汞柱）最高强度。美国国家飓风中心在最终报告称气旋在登陆前达到热带风暴标准，但数据存在冲突。[27]
- 03:00，27°36′N 110°36′W / 27.6°N 110.6°W：第十九E号热带低气压以最高强度从奧夫雷貢城与瓜伊馬斯间登陆[27]。
- 06:00：第十九E号热带低气压很快就在瓜伊馬斯以东约80公里的山区上空消散[27]。

9月25日
- 06:00，14°24′N 106°54′W / 14.4°N 106.9°W：曼萨尼约西南偏南约650公里海域的东风波发展成第二十E号热带低气压[28]。
- 12:00，14°36′N 107°42′W / 14.6°N 107.7°W：第二十E号热带低气压在曼萨尼约西南偏南约620公里升级热带风暴并获名罗莎[28]。

9月26日
- 12:00，16°00′N 110°48′W / 16.0°N 110.8°W：热带风暴罗莎在曼萨尼约西南约770公里升级成一级飓风[28]。

9月27日
- 12:00，17°00′N 114°36′W / 17.0°N 114.6°W：飓风罗莎在曼萨尼约西南约1110公里达到二级飓风标准[28]。
- 18:00，17°00′N 115°30′W / 17.0°N 115.5°W：飓风罗莎在墨西哥蓬塔圣安东尼奥以南约1425公里增强为三级飓风[28]。

9月28日

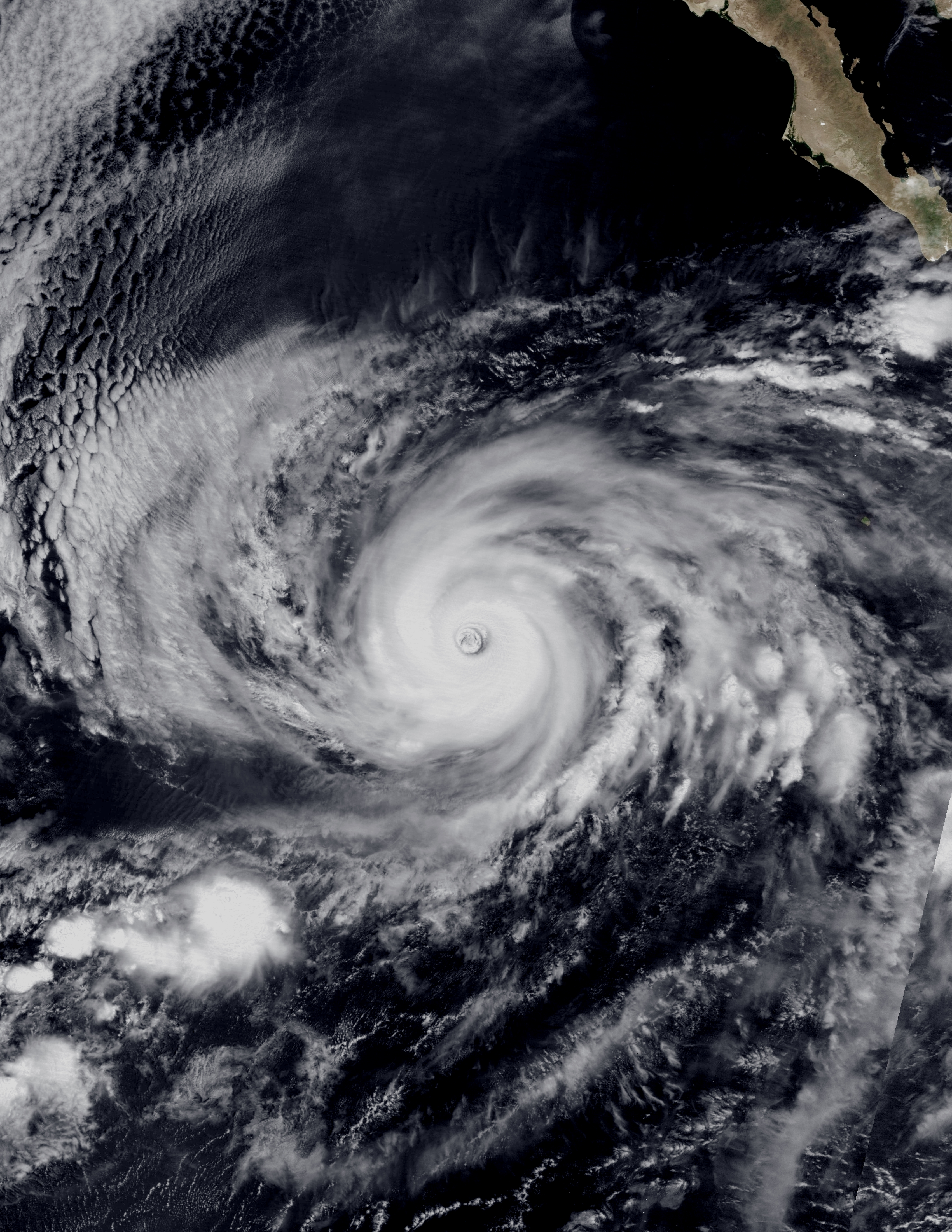
9月28日的四级飓风罗莎

- 00:00，16°54′N 116°24′W / 16.9°N 116.4°W：飓风罗莎在蓬塔圣安东尼奥以南约1430公里达到四级飓风强度[28]。
- 06:00，16°54′N 117°06′W / 16.9°N 117.1°W：飓风罗莎在蓬塔圣安东尼奥西南偏南约1440公里达到持续风速每小时240公里、气压936毫巴（百帕，27.6英寸汞柱）最高强度[28]。
- 18:00，17°24′N 117°48′W / 17.4°N 117.8°W：飓风罗莎在蓬塔圣安东尼奥西南偏南约1390公里减弱成三级飓风[28]。

9月29日
- 00:00，17°54′N 118°00′W / 17.9°N 118.0°W：飓风罗莎在蓬塔圣安东尼奥西南偏南约1345公里降至二级飓风标准[28]。
- 12:00，12°00′N 101°18′W / 12.0°N 101.3°W：热带风暴塞尔吉奥在锡瓦塔内霍以南约620公里成型[29]。
- 12:00，11°42′N 157°06′W / 11.7°N 157.1°W：夏威夷州卡蕾亚西南偏南约815公里形成热带低气压[30][注 7]。
- 18:00，11°36′N 158°36′W / 11.6°N 158.6°W：热带低气压在卡蕾亚西南偏南约870公里强化成热带风暴瓦拉卡[30]。

9月30日
- 06:00，22°48′N 118°54′W / 22.8°N 118.9°W：飓风罗莎在蓬塔圣安东尼奥西南约835公里减弱成一级飓风[28]。
- 18:00，11°36′N 164°30′W / 11.6°N 164.5°W：热带风暴瓦拉卡在檀香山西南偏南约1285公里升级一级飓风[30]。

### 十月
10月1日
- 00:00，25°36′N 117°54′W / 25.6°N 117.9°W：飓风罗莎在蓬塔圣安东尼奥西南约515公里降级热带风暴[28]。
- 06:00，11°48′N 167°06′W / 11.8°N 167.1°W：颶風瓦拉卡在檀香山西南约1440公里快速增强成二级飓风[30]。
- 12:00，12°00′N 168°00′W / 12.0°N 168.0°W：飓风瓦拉卡在檀香山西南约1490公里达到三级飓风标准[30]。
- 18:00，12°30′N 168°48′W / 12.5°N 168.8°W：飓风瓦拉卡在考艾岛西南约1425公里强化成四级飓风[30]。

10月2日

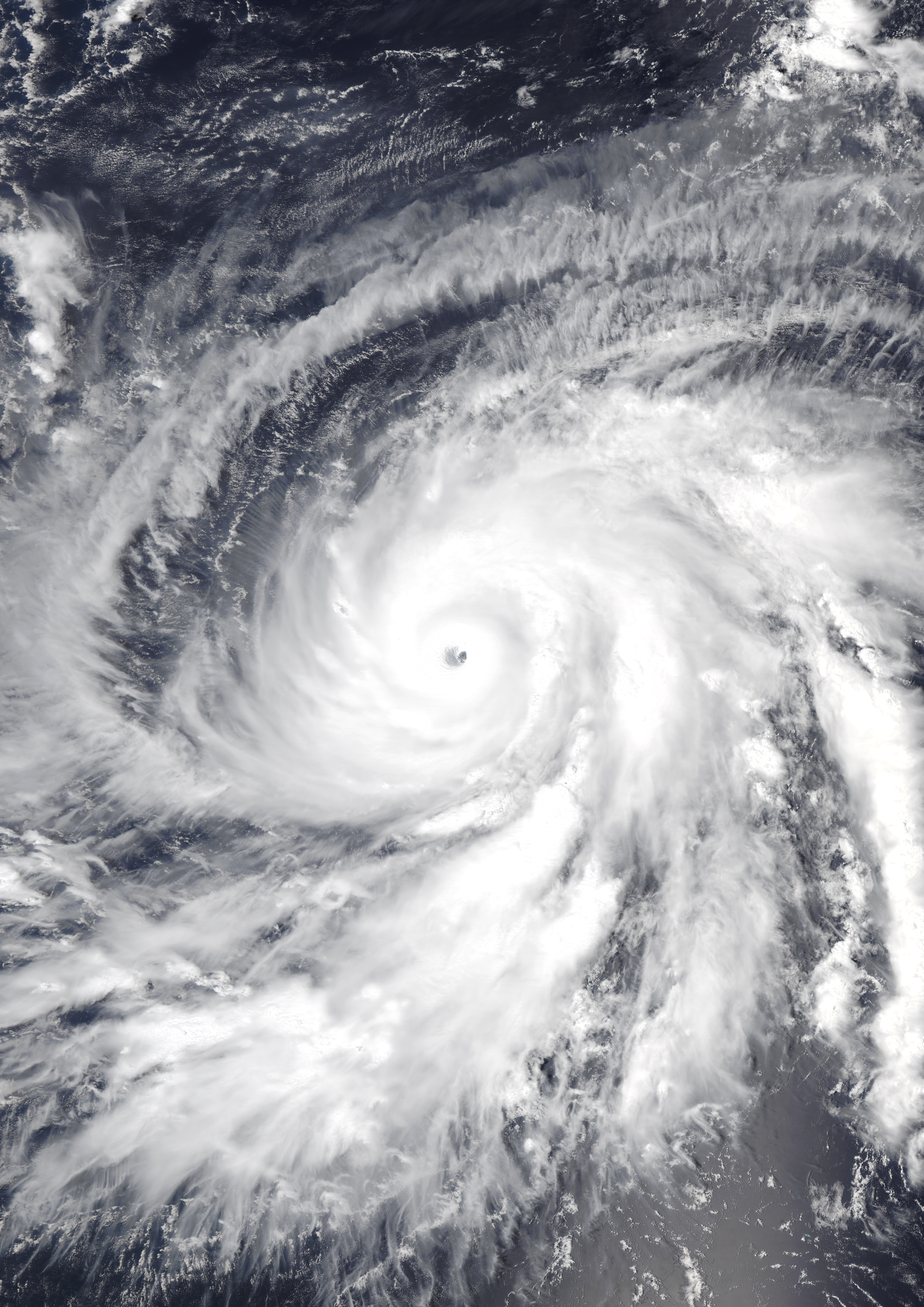
夏威夷群岛西南的五级飓风瓦拉卡

- 00:00，28°18′N 115°42′W / 28.3°N 115.7°W：热带风暴罗莎在蓬塔圣安东尼奥以南约170公里降级热带低气压[28]。
- 00:00，10°54′N 111°30′W / 10.9°N 111.5°W：热带风暴塞尔吉奥在锡瓦塔内霍西南偏西约1305公里升级一级飓风[29]。
- 00:00，12°54′N 169°36′W / 12.9°N 169.6°W：飓风瓦拉卡在考艾岛西南约1455公里成为五级飓风，达到风力时速260公里、气压921毫巴（百帕，27.2英寸汞柱）的最高强度[30]。
- 11:00，29°12′N 114°36′W / 29.2°N 114.6°W：热带低气压罗莎在蓬塔圣安东尼奥东南约115公里处登陆[28]。
- 12:00，10°48′N 113°30′W / 10.8°N 113.5°W：飓风塞尔吉奥在锡瓦塔内霍西南偏西约1490公里强化成二级飓风[29]。
- 12:00，14°12′N 170°00′W / 14.2°N 170.0°W：飓风瓦拉卡在考艾岛西南约1415公里达到四级飓风强度[30]。
- 18:00：热带低气压罗莎在下加利福尼亚半岛上空消散[28]。
- 18:00，11°06′N 114°30′W / 11.1°N 114.5°W：飓风塞尔吉奥在锡瓦塔内霍西南偏西约1560公里成为三级飓风[29]。

10月4日
- 00:00，13°30′N 118°00′W / 13.5°N 118.0°W：飓风塞尔吉奥在锡瓦塔内霍西南偏西约1810公里达到四级飓风强度[29]。

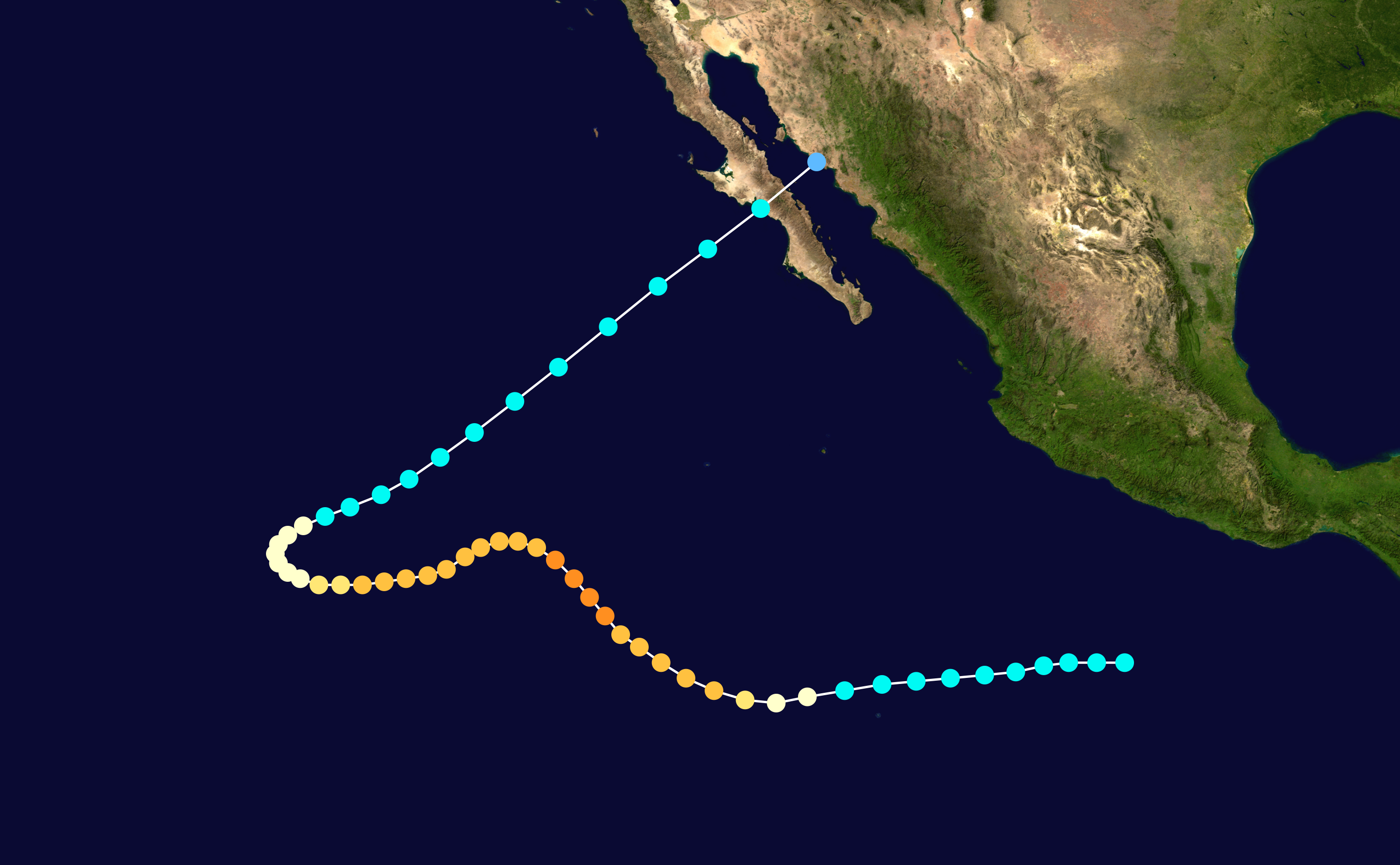
9月29日至10月12日飓风塞尔吉奥穿过东太平洋

- 06:00，13°30′N 118°00′W / 13.5°N 118.0°W：飓风塞尔吉奥在卡沃圣卢卡斯西南约1330公里达到风力时速220公里、气压942毫巴（百帕，27.8英寸汞柱）最高强度[29]。
- 06:00，24°00′N 166°54′W / 24.0°N 166.9°W：飓风瓦拉卡在考艾岛西北偏西约790公里降至三级飓风强度[30]。
- 06:20，24°06′N 166°48′W / 24.1°N 166.8°W：飓风瓦拉卡以接近三级飓风上限强度从弗伦奇弗里盖特沙州西北偏北仅55公里处经过[30]。
- 18:00，28°00′N 166°18′W / 28.0°N 166.3°W：飓风瓦拉卡在考艾岛西北约950公里减弱成二级飓风[30]。

10月5日
- 00:00，15°42′N 120°12′W / 15.7°N 120.2°W：飓风塞尔吉奥在卡沃圣卢卡斯西南约1345公里降至三级飓风范围[29]。
- 00:00，29°42′N 167°30′W / 29.7°N 167.5°W：飓风瓦拉卡在考艾岛西北约1160公里减弱成一级飓风[30]。
- 06:00，30°30′N 168°18′W / 30.5°N 168.3°W：飓风瓦拉卡在考艾岛西北约1280公里降级热带风暴[30]。

10月6日
- 12:00，35°06′N 164°30′W / 35.1°N 164.5°W：热带风暴瓦拉卡在考艾岛西北偏北约1520公里转变成温带气旋[30]。

10月7日
- 12:00，14°30′N 126°30′W / 14.5°N 126.5°W：飓风塞尔吉奥在卡沃圣卢卡斯西南约1980公里消退成二级飓风[29]。
- 18:00：瓦拉卡在考艾岛东北偏北约2880公里上空消散[30]。

10月8日
- 00:00，14°42′N 127°48′W / 14.7°N 127.8°W：飓风塞尔吉奥在卡沃圣卢卡斯西南偏西约2090公里减弱成一级飓风[29]。

10月9日
- 18:00，16°42′N 127°00′W / 16.7°N 127.0°W：飓风塞尔吉奥在卡沃圣卢卡斯西南偏西约1915公里降级热带风暴[29]。

10月12日
- 12:00，26°36′N 113°00′W / 26.6°N 113.0°W：热带风暴塞尔吉奥从南下加利福尼亚州卡斯特罗斯附近登陆[29]。
- 18:00，28°06′N 111°12′W / 28.1°N 111.2°W：热带风暴塞尔吉奥在瓜伊馬斯西北偏西约40公里降级热带低气压[29]。
- 18:00，28°06′N 111°12′W / 28.1°N 111.2°W：热带低气压塞尔吉奥从瓜伊马斯西北偏西约40公里登陆[29]。

10月13日
- 00:00：热带低气压塞尔吉奥在墨西哥内陆上空消散[29]。

10月14日
- 12:00，17°00′N 102°48′W / 17.0°N 102.8°W：第二十二E号热带低气压在米却肯州拉薩羅卡德納斯西南偏南约120公里成型[31]。

10月15日
- 06:00，17°36′N 104°06′W / 17.6°N 104.1°W：第二十二E号热带低气压在蓬塔圣特尔莫西南约105公里升级热带风暴并获名塔拉[31]。

10月16日
- 00:00，18°24′N 104°18′W / 18.4°N 104.3°W：热带风暴塔拉在曼萨尼约以南约70公里达到持续风速每小时100公里、气压995毫巴（百帕，29.4英寸汞柱）最高强度[31]。
- 18:00：热带风暴塔拉在曼萨尼约西南偏西约65公里消散[31]。

10月19日
- 06:00，13°06′N 91°42′W / 13.1°N 91.7°W：第二十三E号热带低气压在危地马拉聖何塞港西南偏西约145公里形成[32]。

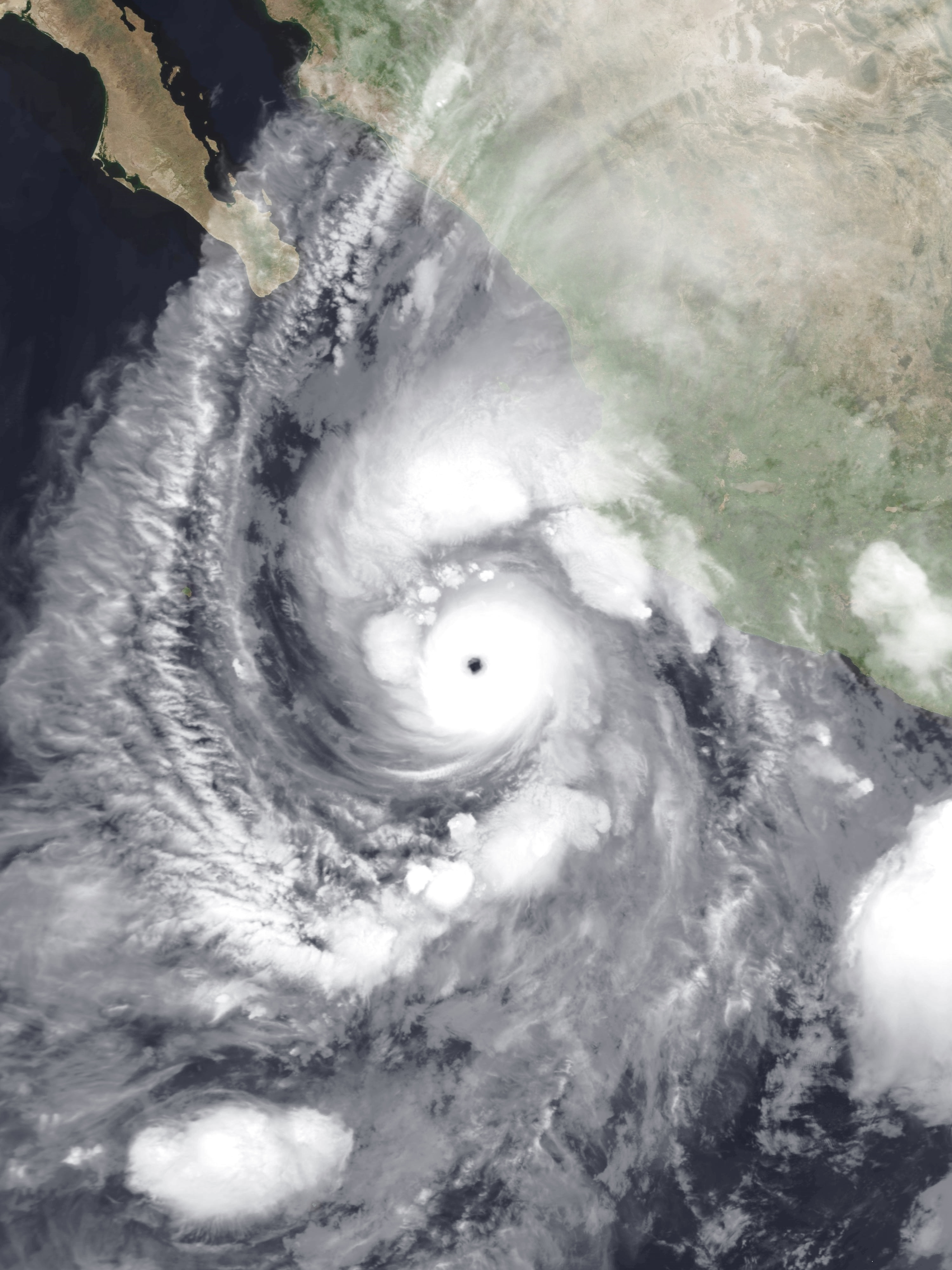
10月22日在墨西哥西南近海达到最高强度的飓风威拉

- 18:00，13°18′N 92°00′W / 13.3°N 92.0°W：第二十三E号热带低气压在圣何塞港西南偏西约135公里升级成热带风暴维森特[32]。

10月20日
- 00:00，14°48′N 103°36′W / 14.8°N 103.6°W：曼萨尼约以南约425公里的大范围低气压区形成第二十四E号热带低气压[33]。
- 12:00，14°54′N 105°06′W / 14.9°N 105.1°W：第二十四E号热带低气压在曼萨尼约以南约465公里升级热带风暴并获名威拉[33]。
- 18:00，14°30′N 94°00′W / 14.5°N 94.0°W：热带风暴维森特在墨西哥埃斯孔迪多港东南约135公里达到持续风速每小时85公里、气压1002毫巴（百帕，29.6英寸汞柱）的最高强度[32]。

10月21日
- 06:00，16°00′N 106°18′W / 16.0°N 106.3°W：热带风暴威拉在曼萨尼约西南偏南约395公里升级一级飓风[33]。
- 12:00，16°24′N 106°36′W / 16.4°N 106.6°W：飓风威拉快速增强，在曼萨尼约西南偏南约380公里达到二级飓风标准[33]。
- 18:00，16°48′N 106°54′W / 16.8°N 106.9°W：飓风威拉在曼萨尼约西南约370公里强化成三级飓风[33]。

10月22日
- 00:00，17°30′N 107°06′W / 17.5°N 107.1°W：飓风威拉在曼萨尼约西南约340公里强化成四级飓风[33]。
- 06:00，17°54′N 107°06′W / 17.9°N 107.1°W：飓风威拉在曼萨尼约西南偏西约320公里成为五级飓风，并达到风力时速260公里、气压925毫巴（百帕，27.32英寸汞柱）最高强度[33]。2018年太平洋飓风季至此追平1994和2002年形成三场五级飓风的纪录[41]。
- 12:00，18°42′N 107°12′W / 18.7°N 107.2°W：飓风威拉在哈利斯科州巴亚尔塔港西南约300公里减弱成四级飓风[33]。

10月23日
- 06:00，20°36′N 107°12′W / 20.6°N 107.2°W：飓风威拉在巴亚尔塔港以西约210公里减弱成三级飓风[33]。
- 06:00，16°48′N 101°42′W / 16.8°N 101.7°W：热带风暴维森特在墨西哥普拉亚阿苏尔西南约155公里处降级成热带低气压[32]。
- 13:30，18°00′N 102°24′W / 18.0°N 102.4°W：热带低气压维森特登陆普拉亚阿苏尔附近[32]。
- 17:45：飓风威拉以风力时速185公里强度经过瑪麗亞群島，风眼墙掠过圣母玛丽亚岛和圣胡安尼托岛[33]。
- 18:00：热带低气压维森特在墨西哥内陆上空消散[32]。

10月24日
- 01:20，22°42′N 105°48′W / 22.7°N 105.8°W：飓风威拉以持续风速每小时185公里、气压968毫巴（百帕，28.59英寸汞柱）强度登陆錫那羅亞州棕榈佛得角附近[33]。
- 06:00，23°48′N 104°36′W / 23.8°N 104.6°W：飓风威拉在杜蘭戈州杜兰戈东南约15公里降级热带风暴[33]。
- 12:00：热带风暴威拉在墨西哥东北部上空消散[33]。

### 十一月

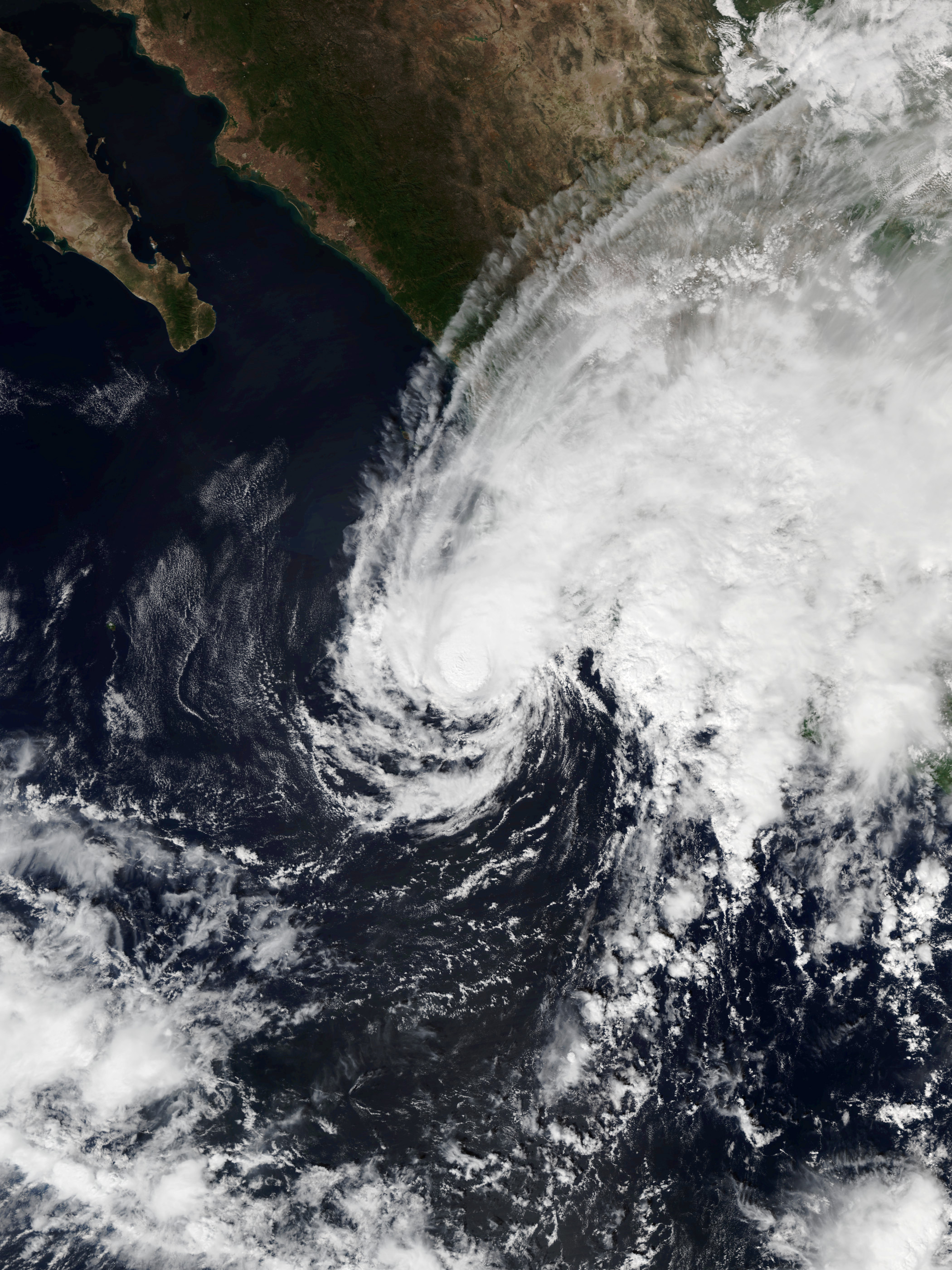
11月4日在西墨西哥附近达到最高强度的热带风暴泽维尔

11月2日
- 12:00，14°12′N 109°54′W / 14.2°N 109.9°W：曼萨尼约西南约835公里的低气压区形成第二十五E号热带低气压[34]。

11月3日
- 00:00，14°24′N 108°30′W / 14.4°N 108.5°W：第二十五E号热带低气压在曼萨尼约西南约685公里升级成热带风暴泽维尔[34]。

11月4日
- 12:00，17°24′N 105°18′W / 17.4°N 105.3°W：热带风暴泽维尔在曼萨尼约西南约210公里达到风力时速100公里、气压996毫巴（百帕，29.41英寸汞柱）最高强度[34]。

11月6日
- 00:00，18°54′N 107°12′W / 18.9°N 107.2°W：热带风暴泽维尔在索科羅島以东约400公里瓦解成残留低气压区[34]。

11月30日
- 2018年太平洋飓风季正式结束[1]。